# Vernakuláris építészet
A vernakuláris építészet helyi anyagokat és hagyományokat használ fel elemi építészeti feladatok megoldására, általában profi építészek felügyelete nélkül. Tipikus építési megoldásai a regionális kulturális és történeti környezetet tükrözik. Az építészek által tervezett, számításokkal megalapozott akadémikus építészet olyan ellenpárjának tekinthető, amely a kézműves hagyományok, gyakorlati tapasztalatok felhasználásával elégíti ki az elemi térszükségleteket.

## Fogalmi meghatározások
Ennek a fogalomnak a megjelölésére gyakran használják az „építészek nélküli építészet”, vagy az „anonim építészet” kifejezéseket is. Egyes országokban más kifejezéseket is használnak. pl. Németországban a „hagyományos építészet”, Oroszországban, Csehországban a „népi építészet”. A nálunk is széles körben elterjedt „népi építészet” kifejezés használata a vernakuláris építészet fogalmára annyiban kifogásolható, hogy azt a hazai köznyelvben a paraszti építési kultúrára leszűkítve értelmezik, negligálva azt, hogy az előbbinél szűkebb körben ismert és elismert, a kispolgári-parasztpolgári építési kultúrát reprezentáló „polgárház” építészet is ugyanúgy a vernakuláris építészet része. 
Utóbbinak szecessziós hatásra a 20. század elején felélesztett, és városi nagyobb középületeknél is használt stílusa a népies építészet vagy népies szecesszió.
A vernakuláris építészet ellenpárjára a magyar nyelvben jelenleg nincs általánosan elfogadott kifejezés. Az itt használt „akadémikus” jelző kevésbé szerencsés, mint a régebben elterjedt „műépítészet”, azonban az utóbbi ma már archaikus kifejezésnek számít.
Az emberi építési tevékenység kezdetekor képzett hivatásos építészek híján nyilvánvalóan csak vernakuláris építészet létezhetett. Később az építési tevékenység differenciálódásával olyan építési feladatok is jelentkeztek, amiknek a megoldására már az átlagos képességű és tudású építők nem voltak képesek (pl. szakrális épületek vagy paloták építése), ezért alakult ki az ilyen feladatok megoldására alkalmas építészek köre és az akadémikus építészet. A továbbiakban is kölcsönhatás figyelhető meg az akadémikus és a vernakuláris építészet között. Az akadémikus építészetből gyakran vett át technikai és formai megoldásokat a vernakuláris építészet, természetesen a saját körülményeinek megfelelően átdolgozva őket (pl. perkupai stílus). Ellenkező irányú hatás is megfigyelhető, elég ha a magyar építészetben Kós Károly munkásságára gondolunk.

## Galéria

### Arabok

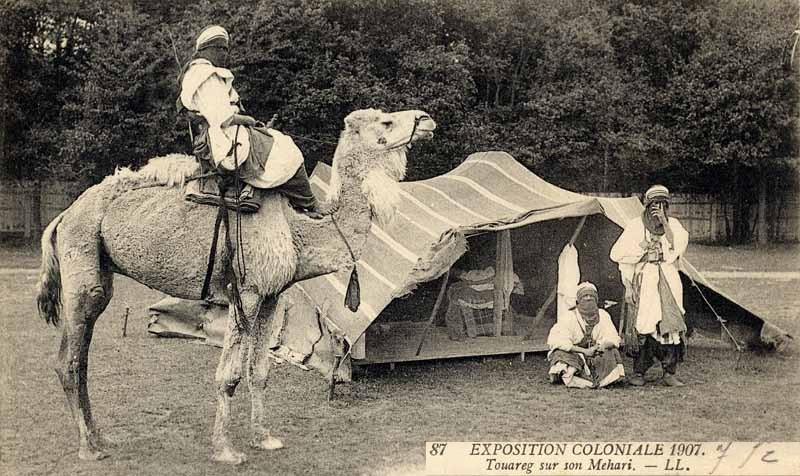
Tuareg sátor 1907-ben.
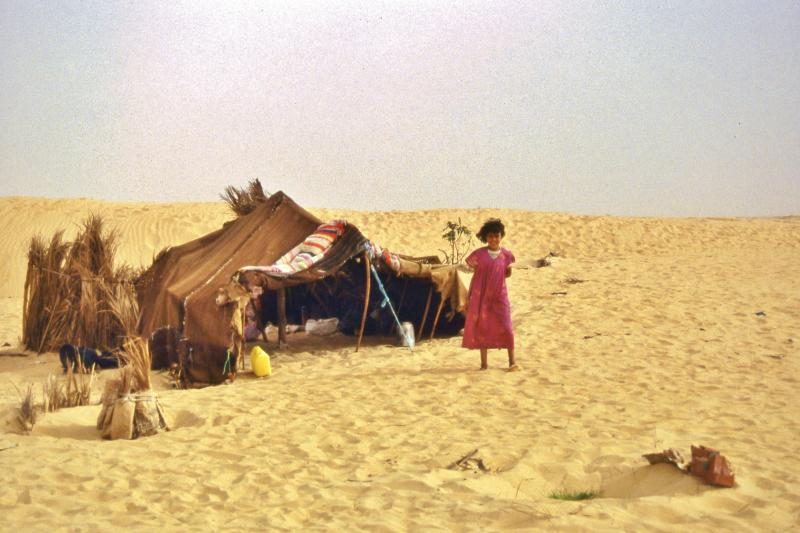
Beduin sátor Észak-Afrikában. Hasonló sátrakat használnak a közel-keleti arabok, valamint a perzsa nomádok is.
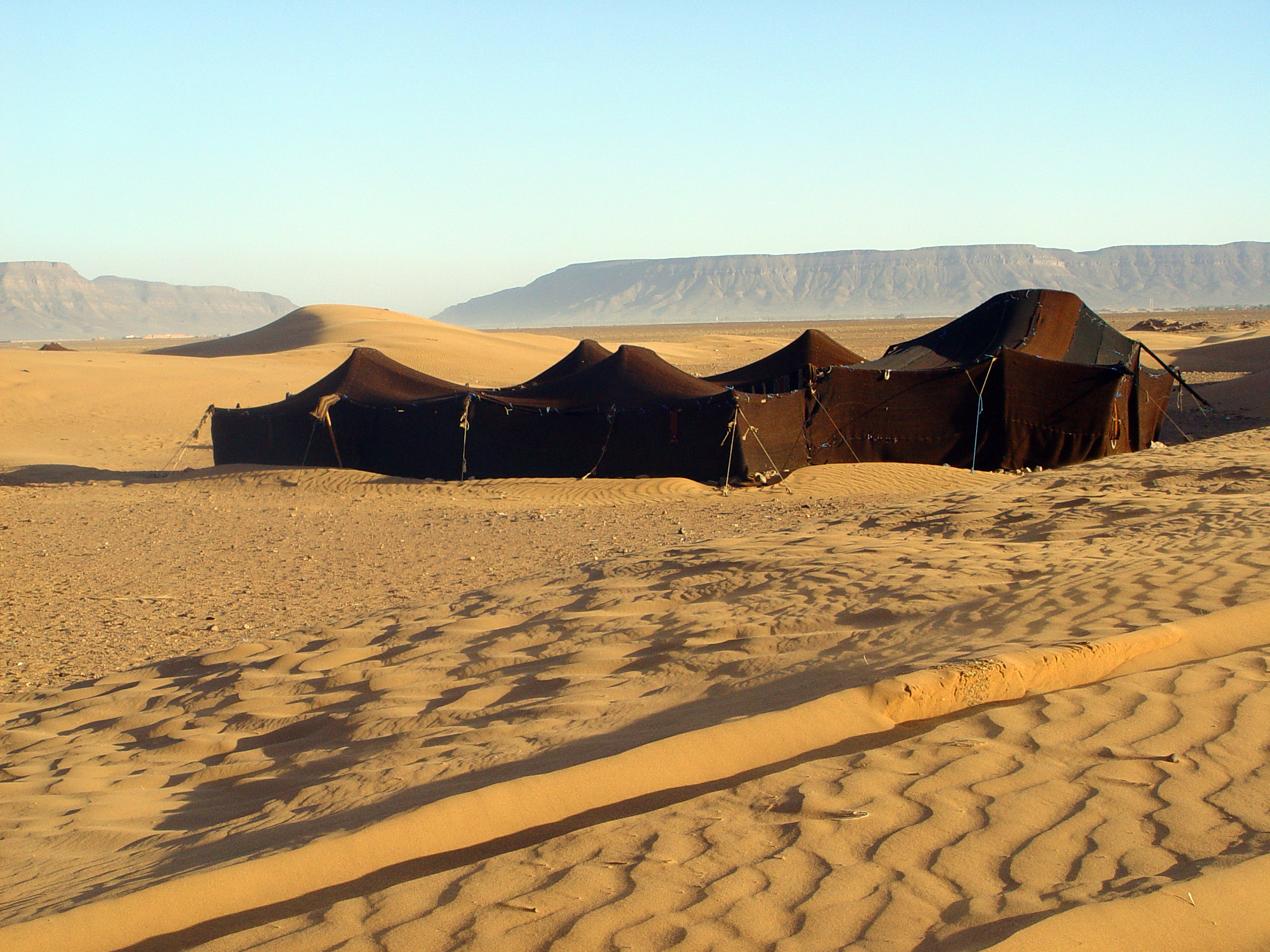
Egy berber sátor Zagora közelében, Marokkóban
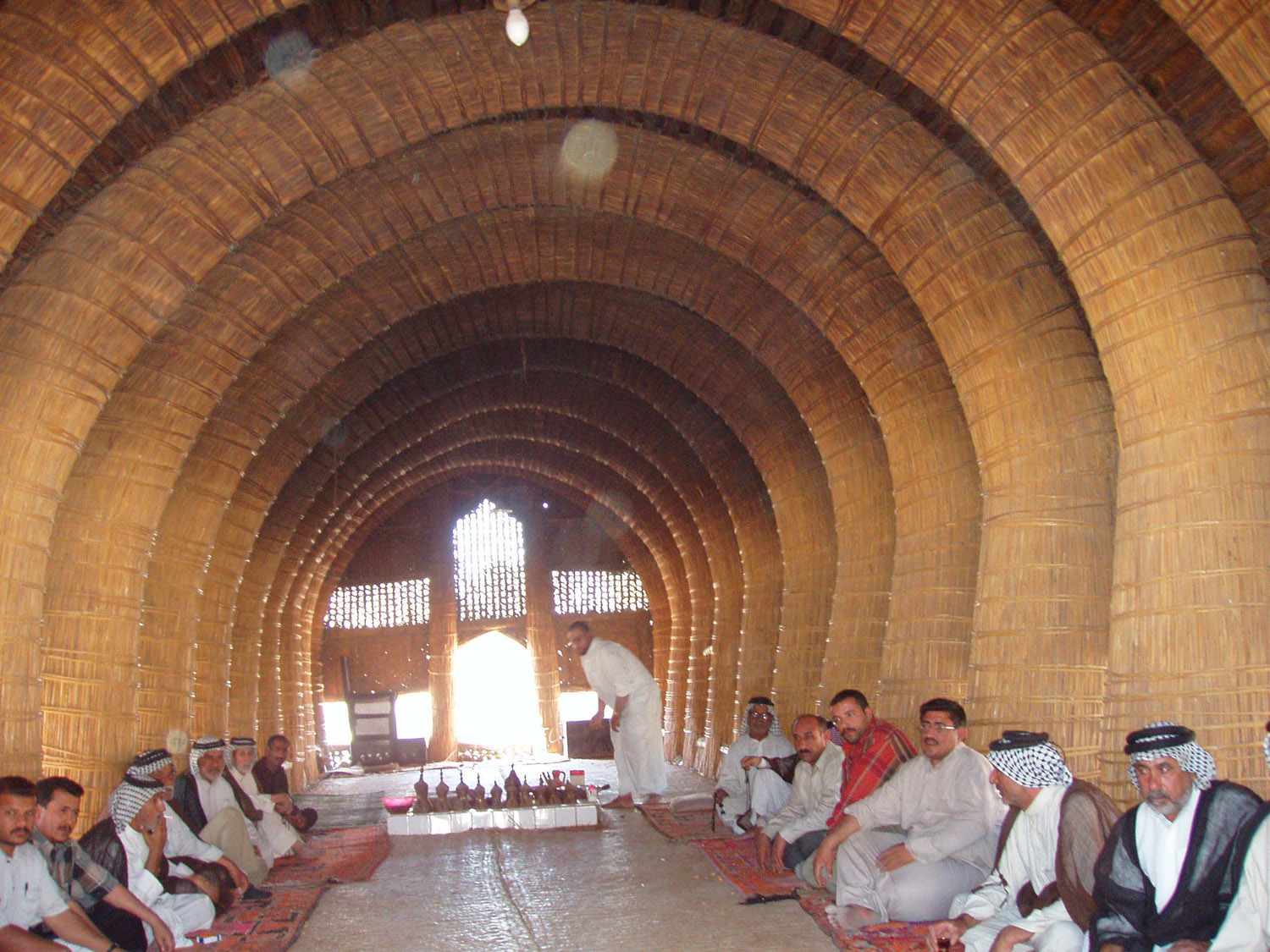
Egy dél-iraki mudhif (nádház) belseje

### Afrika

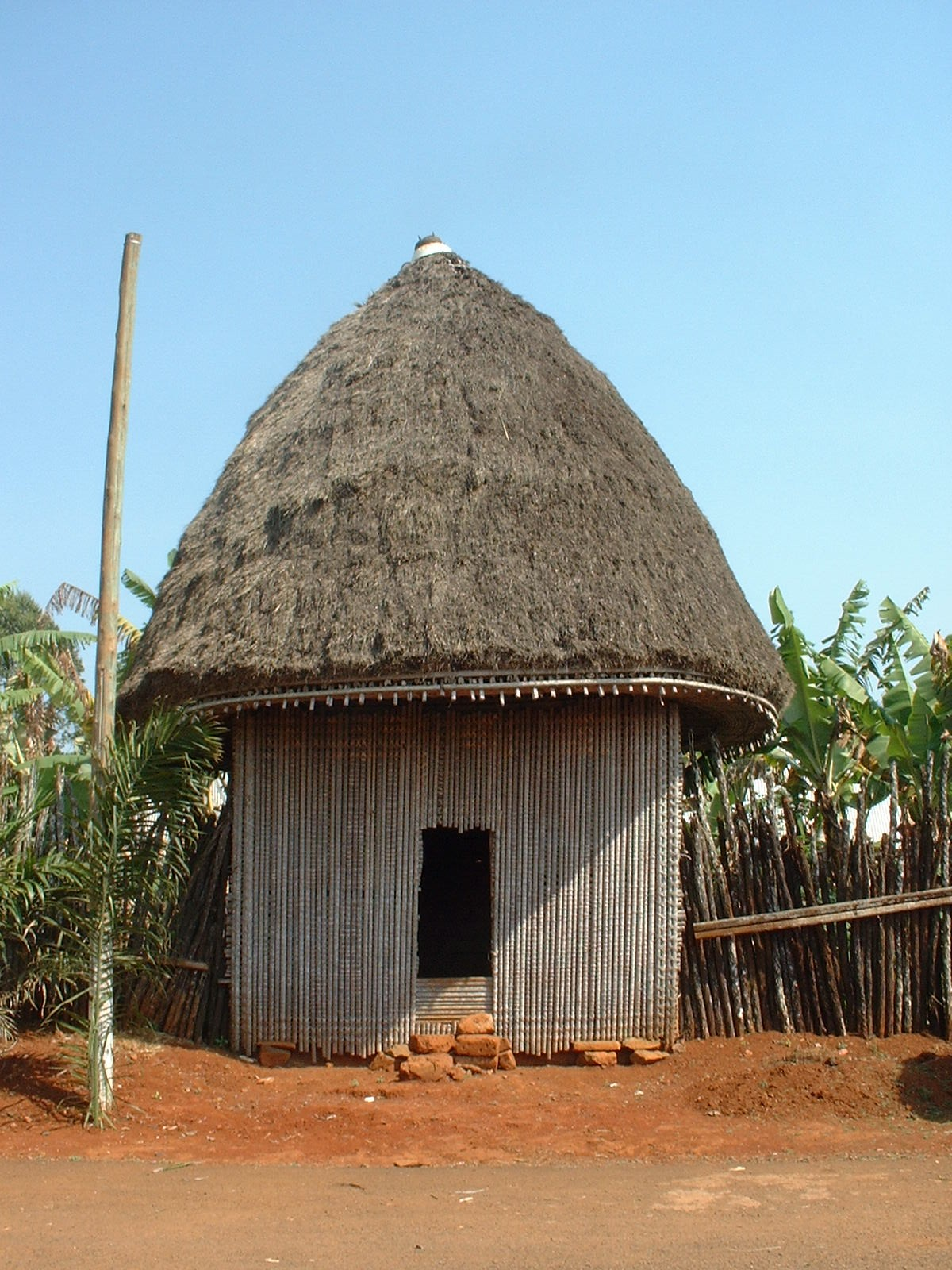
Rondavel Kamerunban
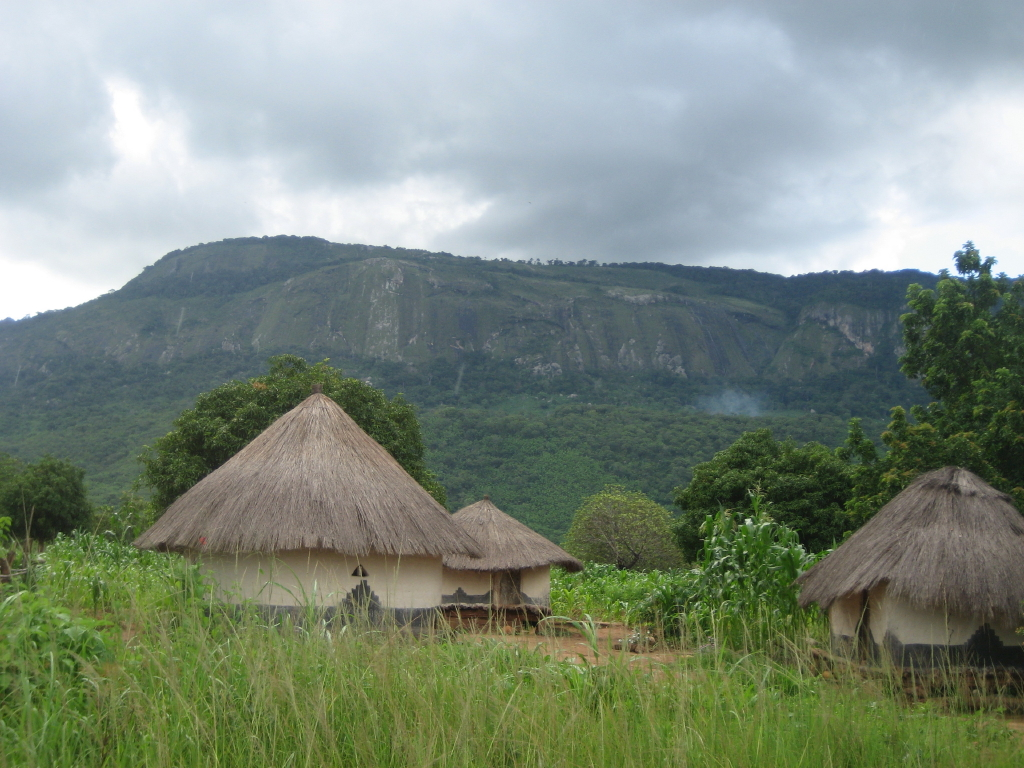
Hagyományos kunyhók Tanzániában
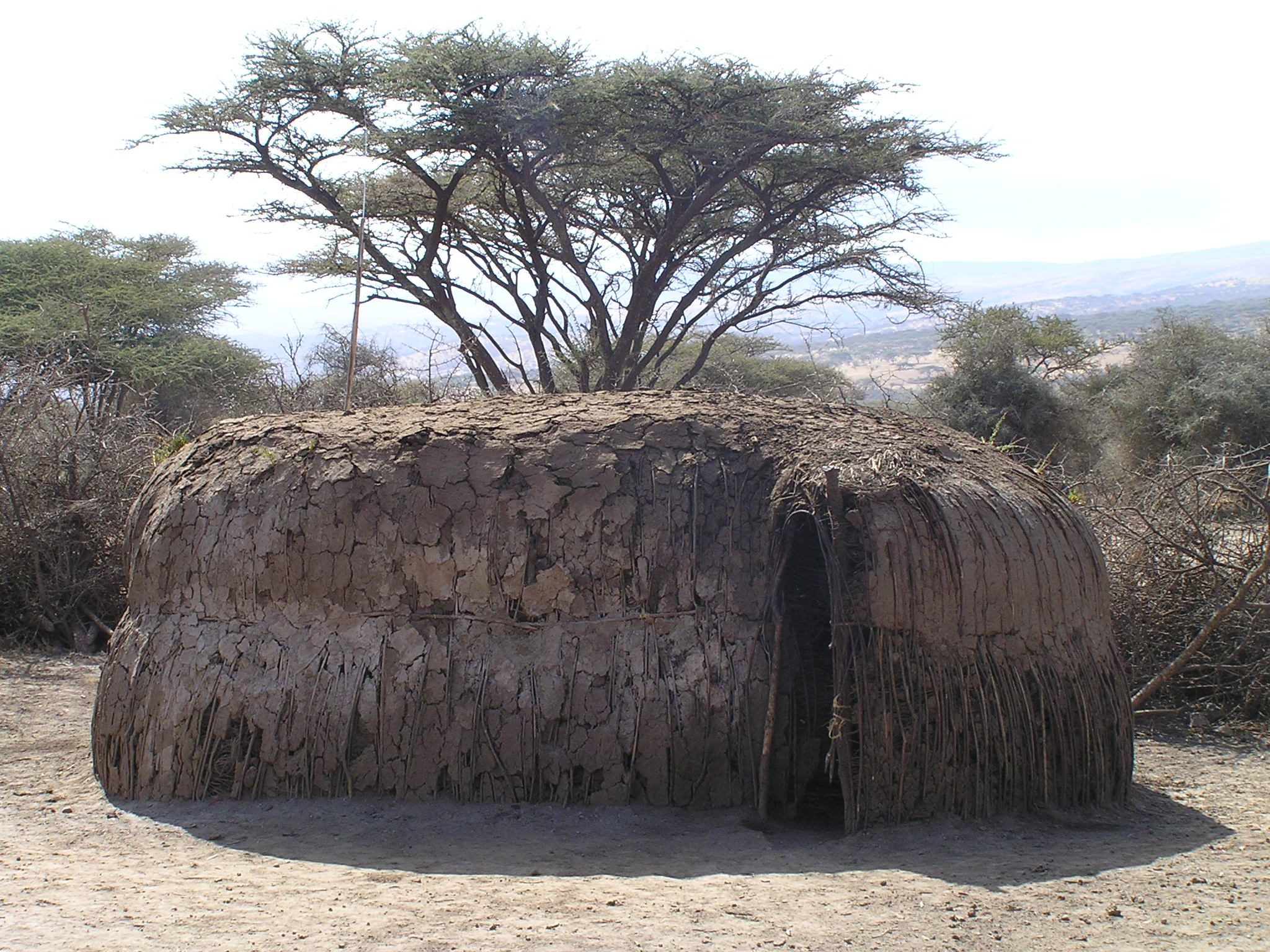
Maszai ház Tanzániában
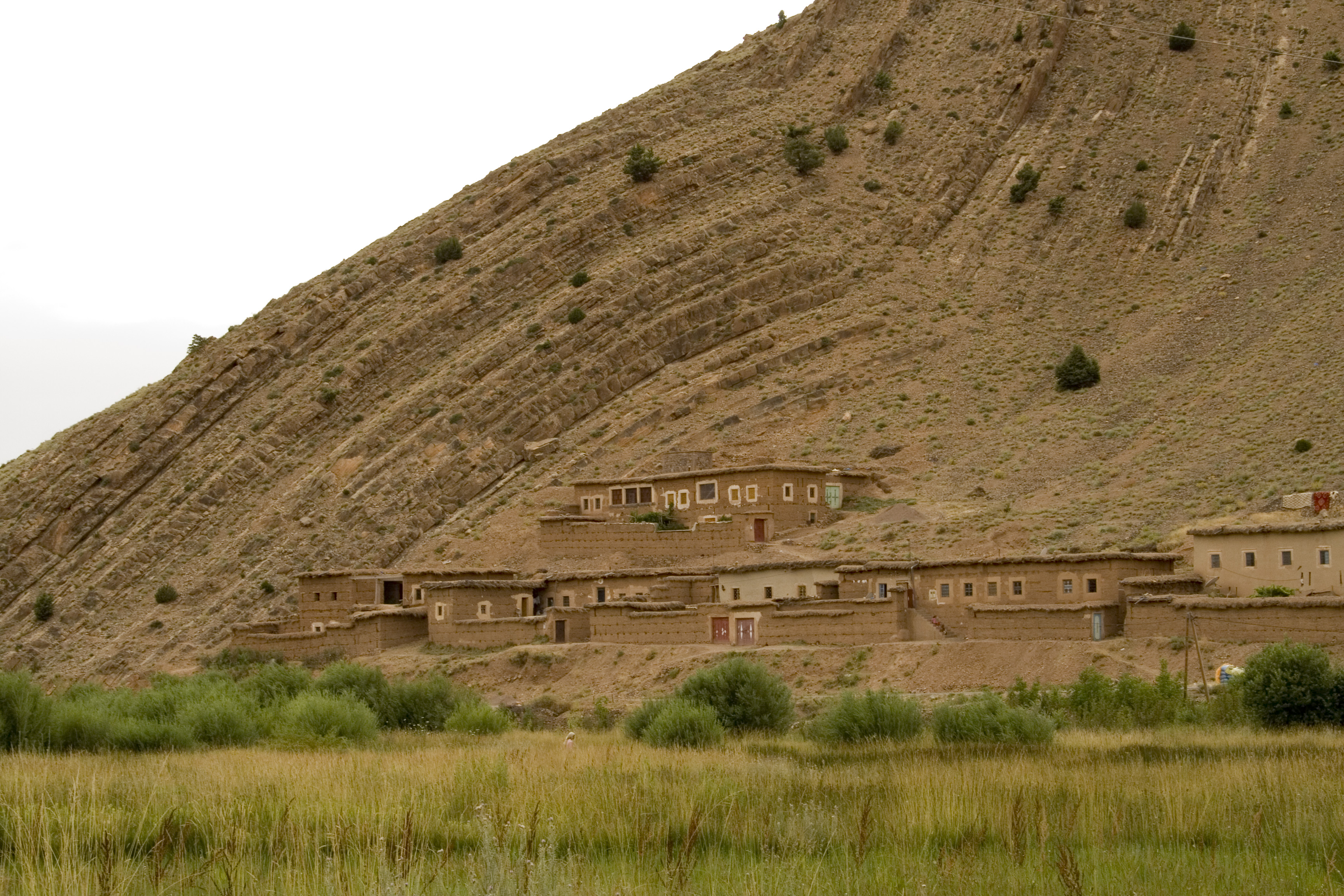
Agyagházak a Magas-Atlaszban, Aït Bouguemez
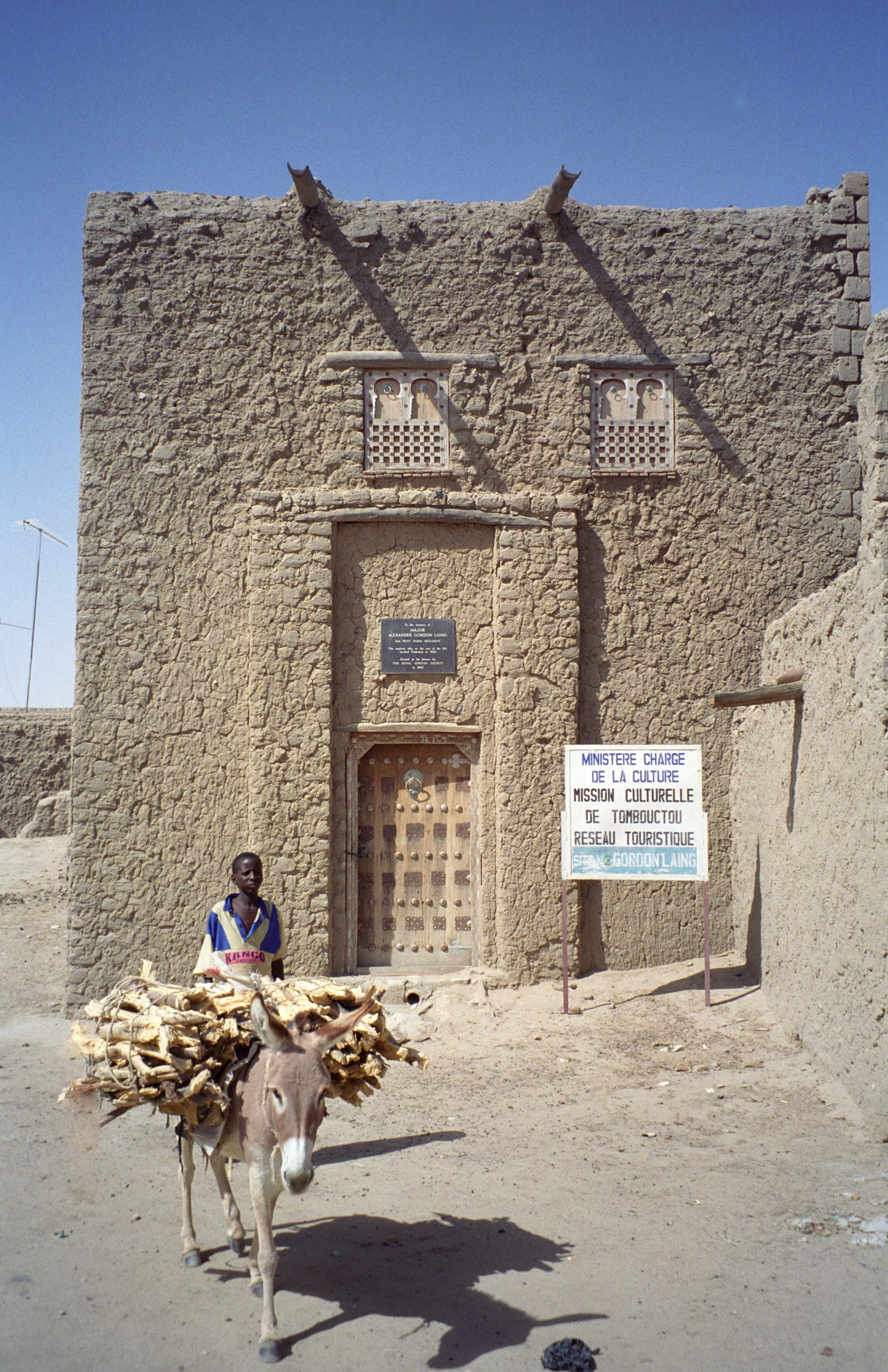
Egy ház Timbuktuban

### Anatólia

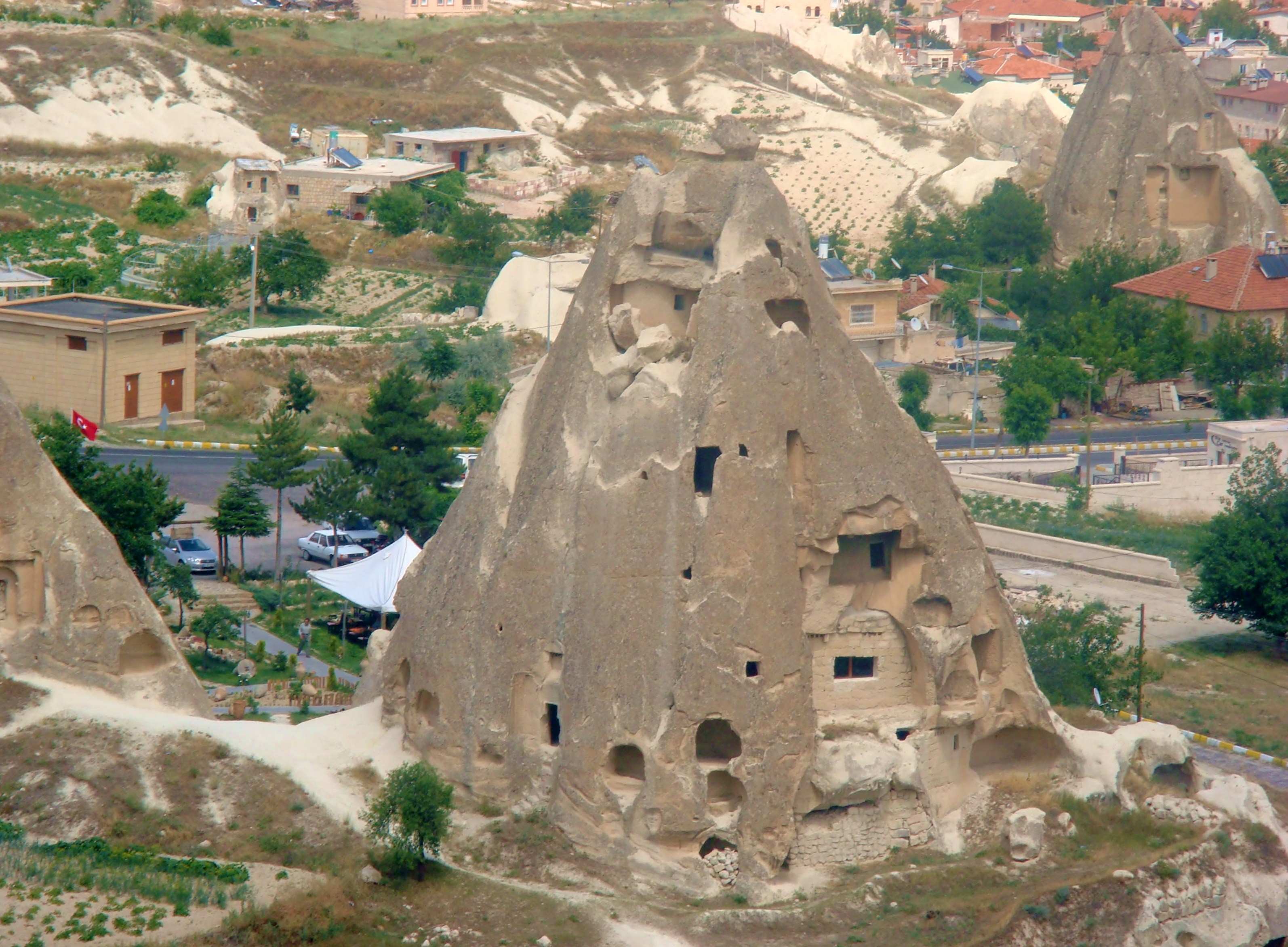
Sziklába vágott lakások Kappadókiában
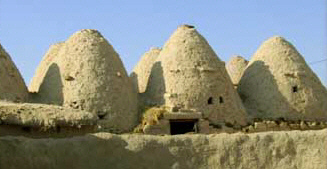
Tholoi típusú házak, Harrán .
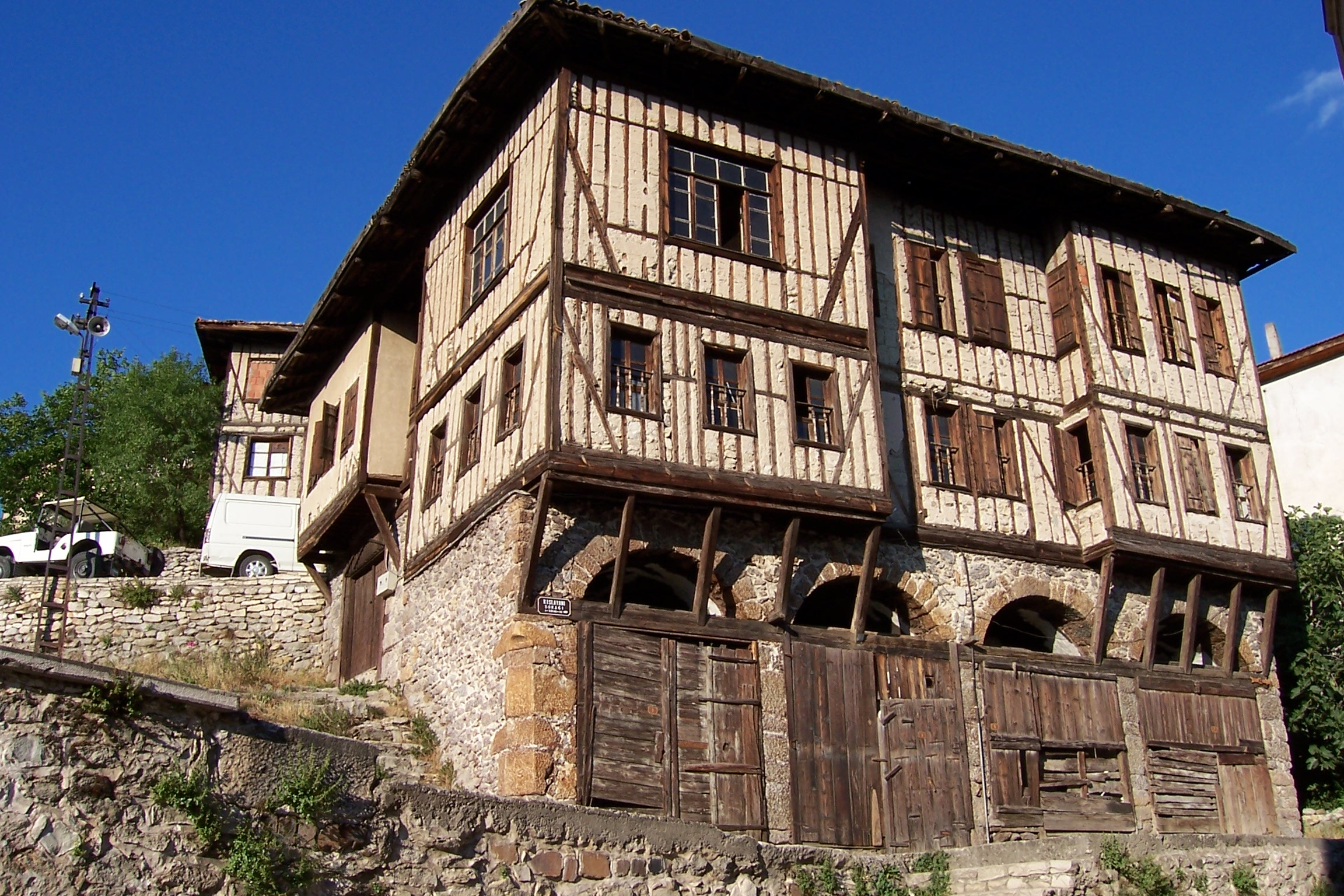
Hagyományos ház Safranbolu-ban
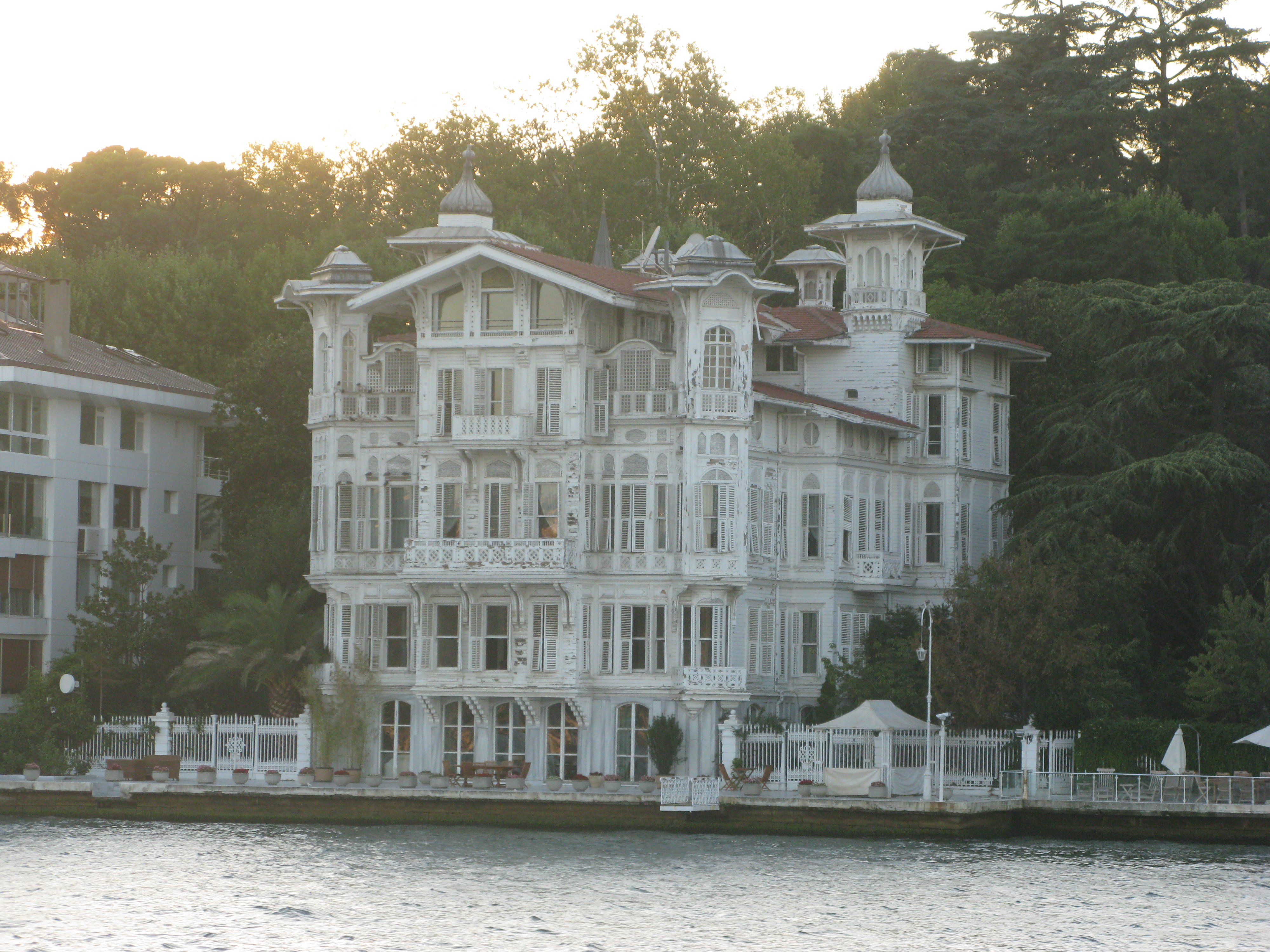
Késő oszmánkori palota a Boszporusz partján
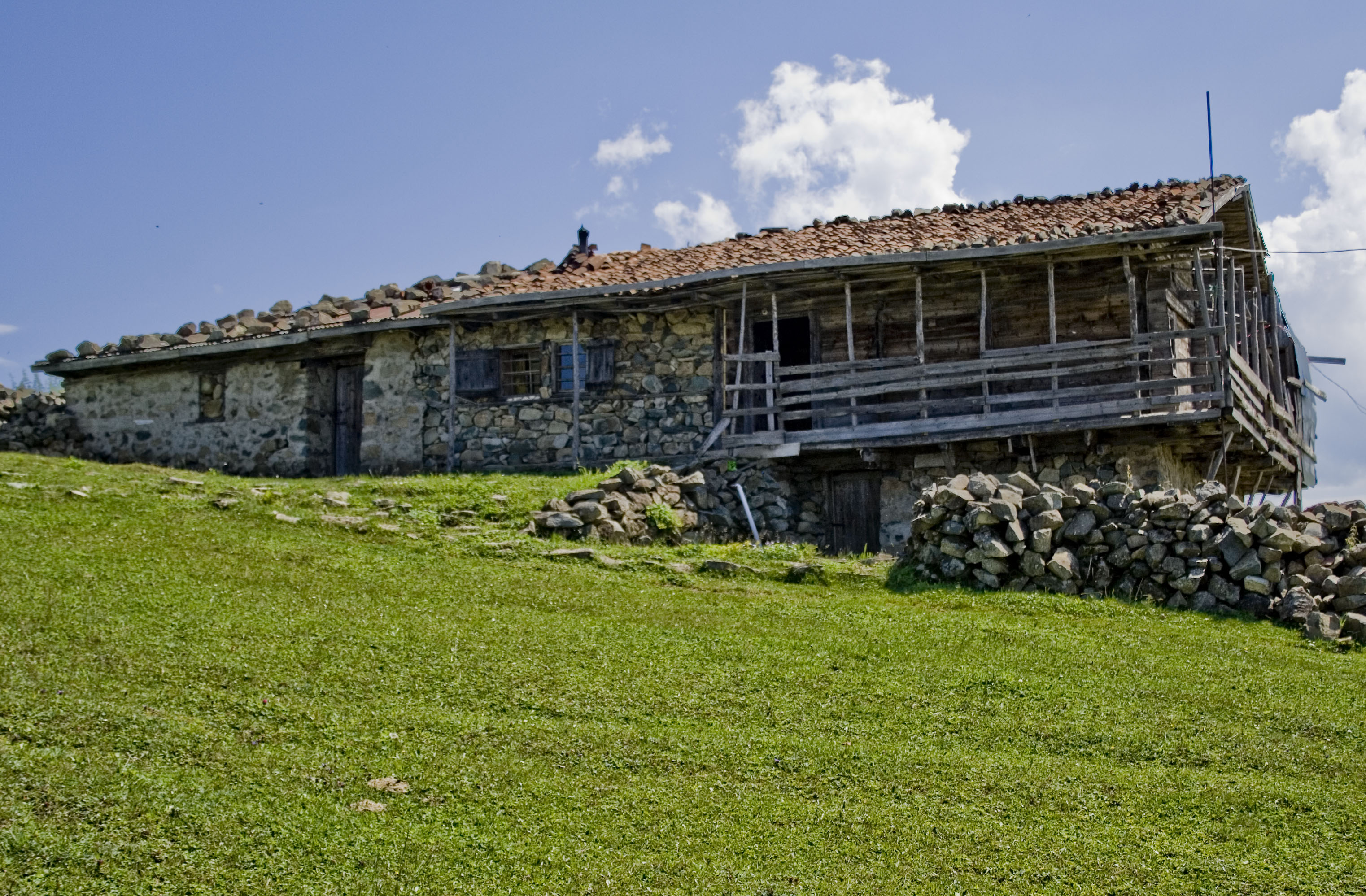
Az Észak-Anatóliai-hegység egy tipikus hagyományos háza

### Közép-Ázsia

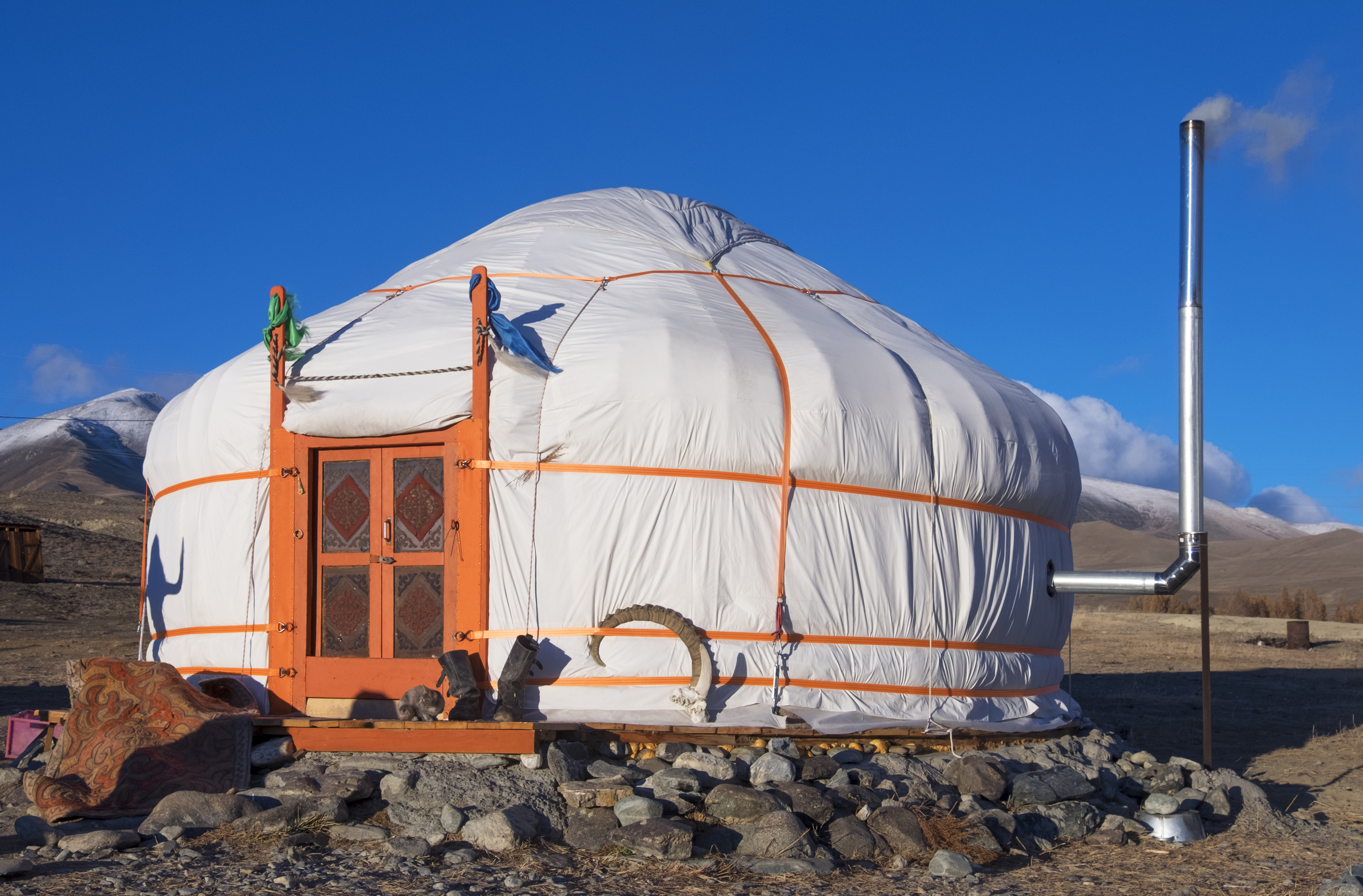
Kazah jurta az Altajban
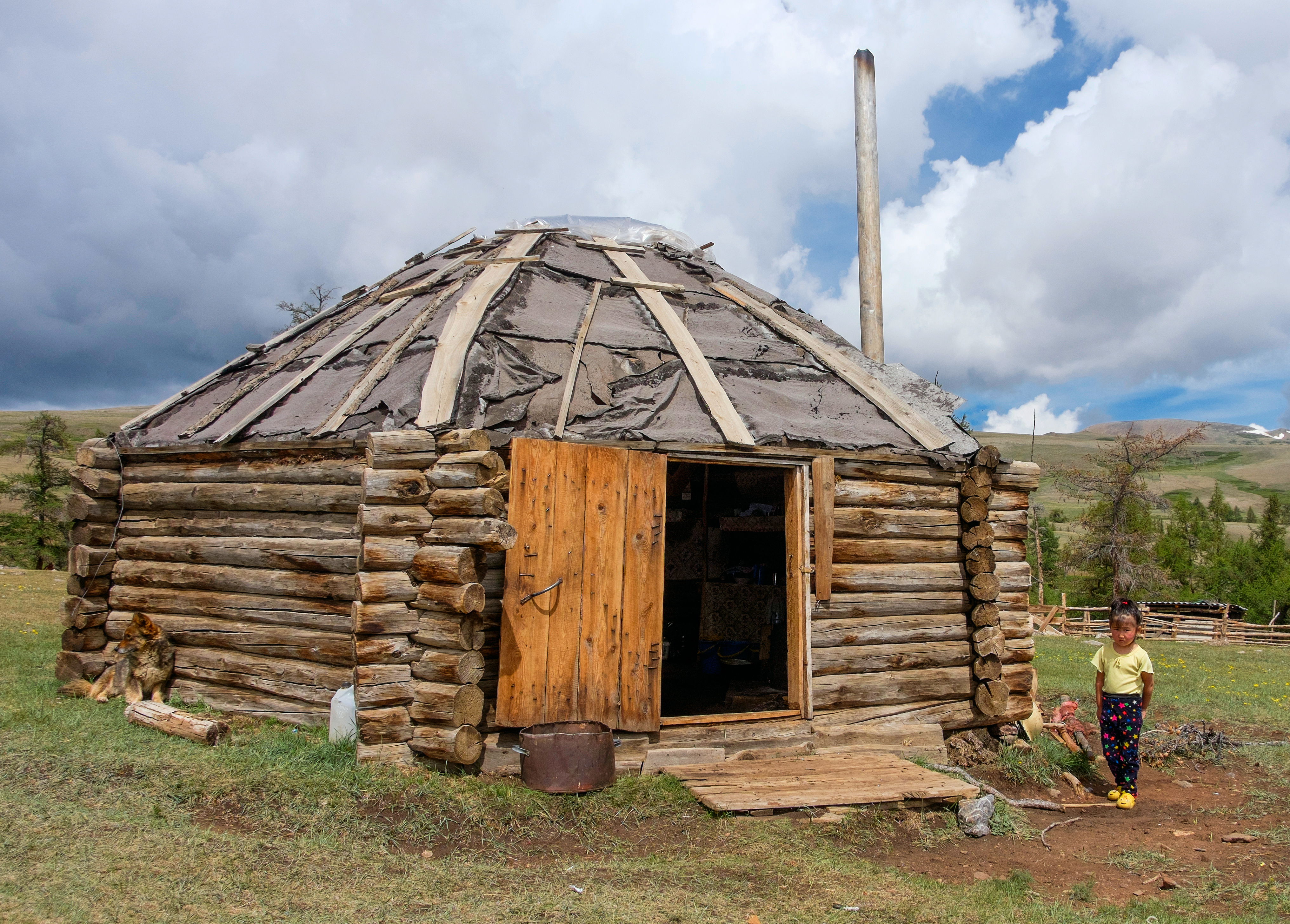
Közép-ázsiai hegyi pásztorház
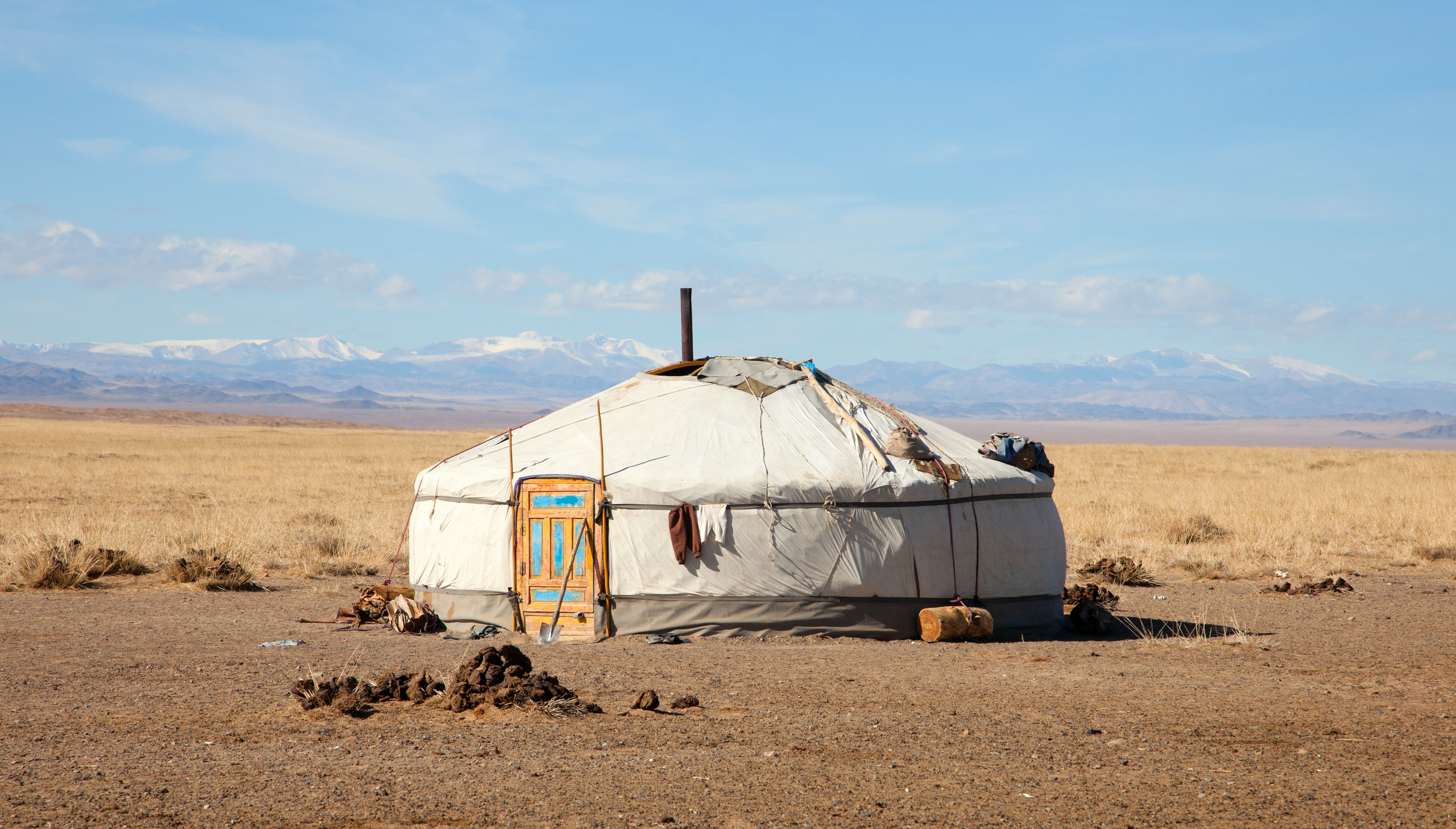
Mongol nomád jurta
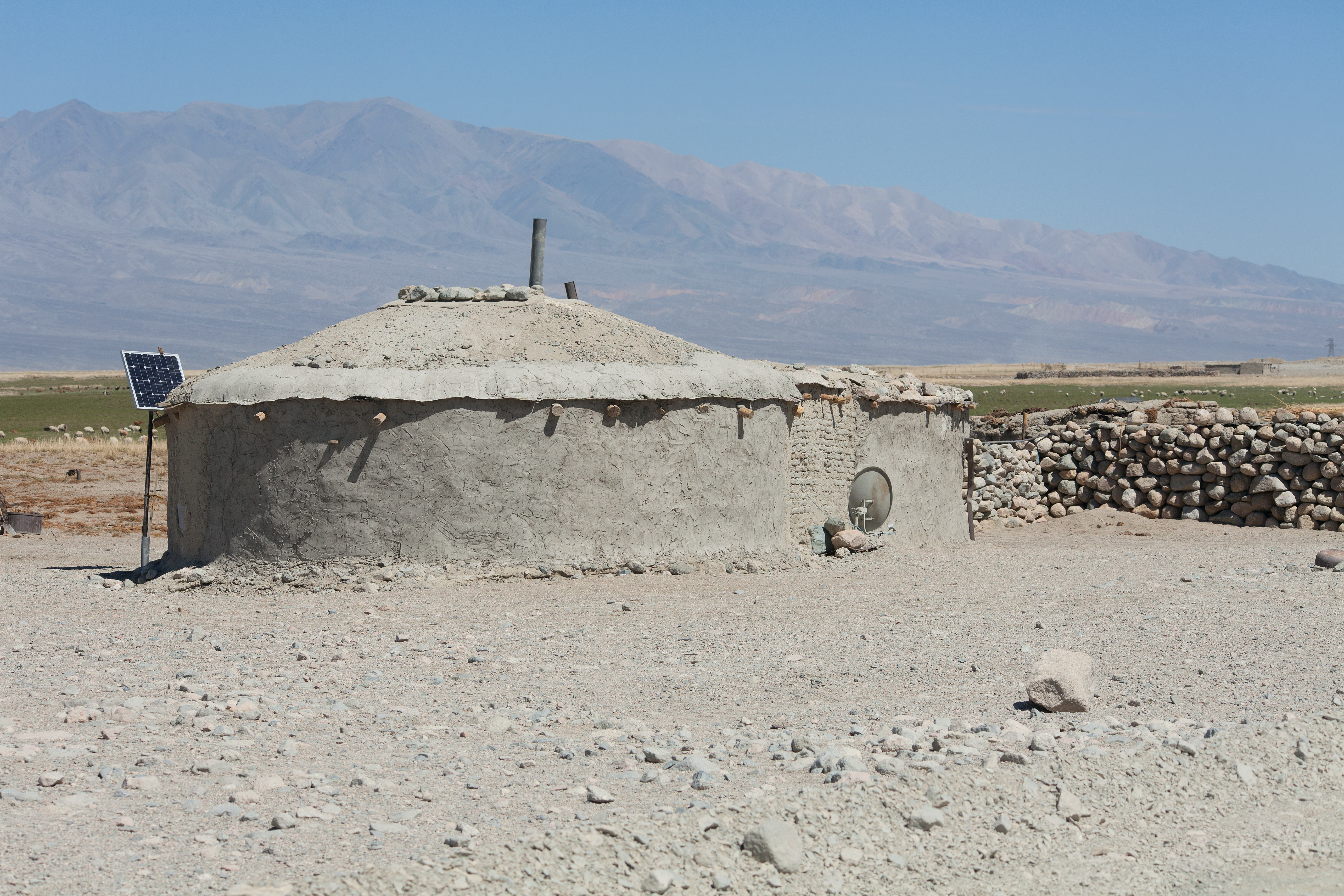
Kőből és földből épült jurta Mongóliában

### Közel-Kelet

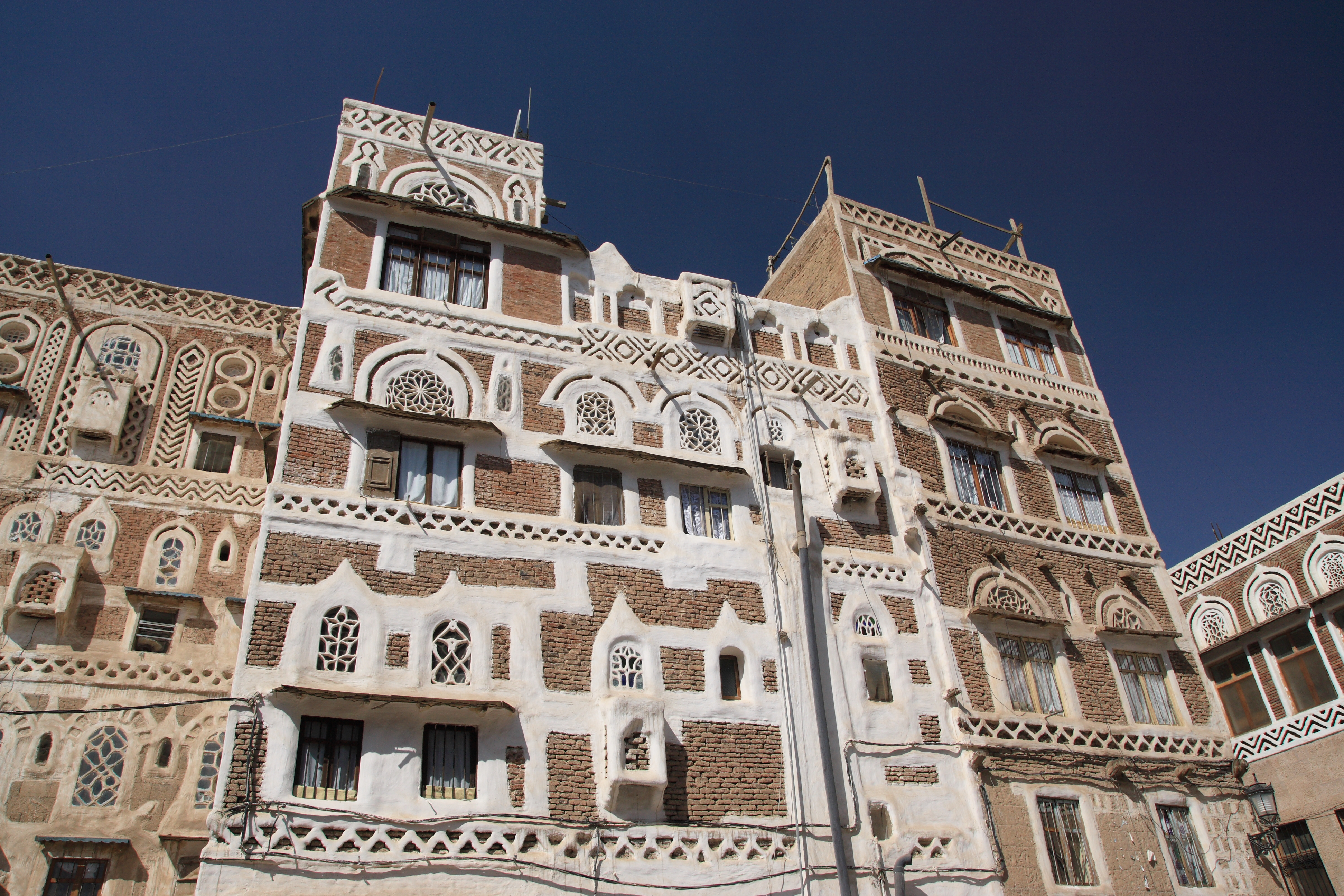
Hagyományos jemeni ház, Szana'a .
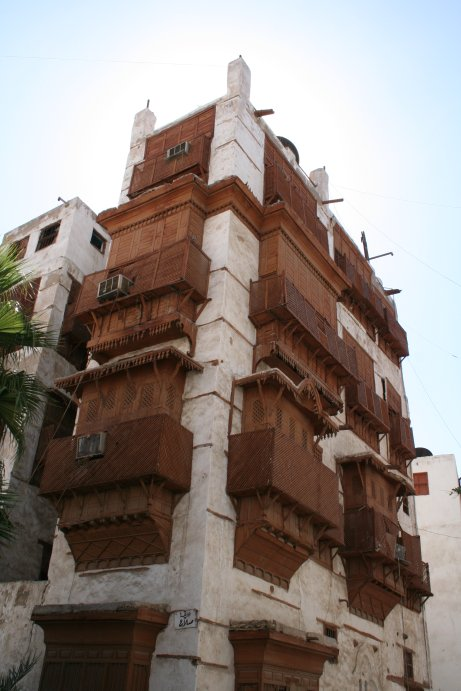
Dzsidda hagyományos építészete.
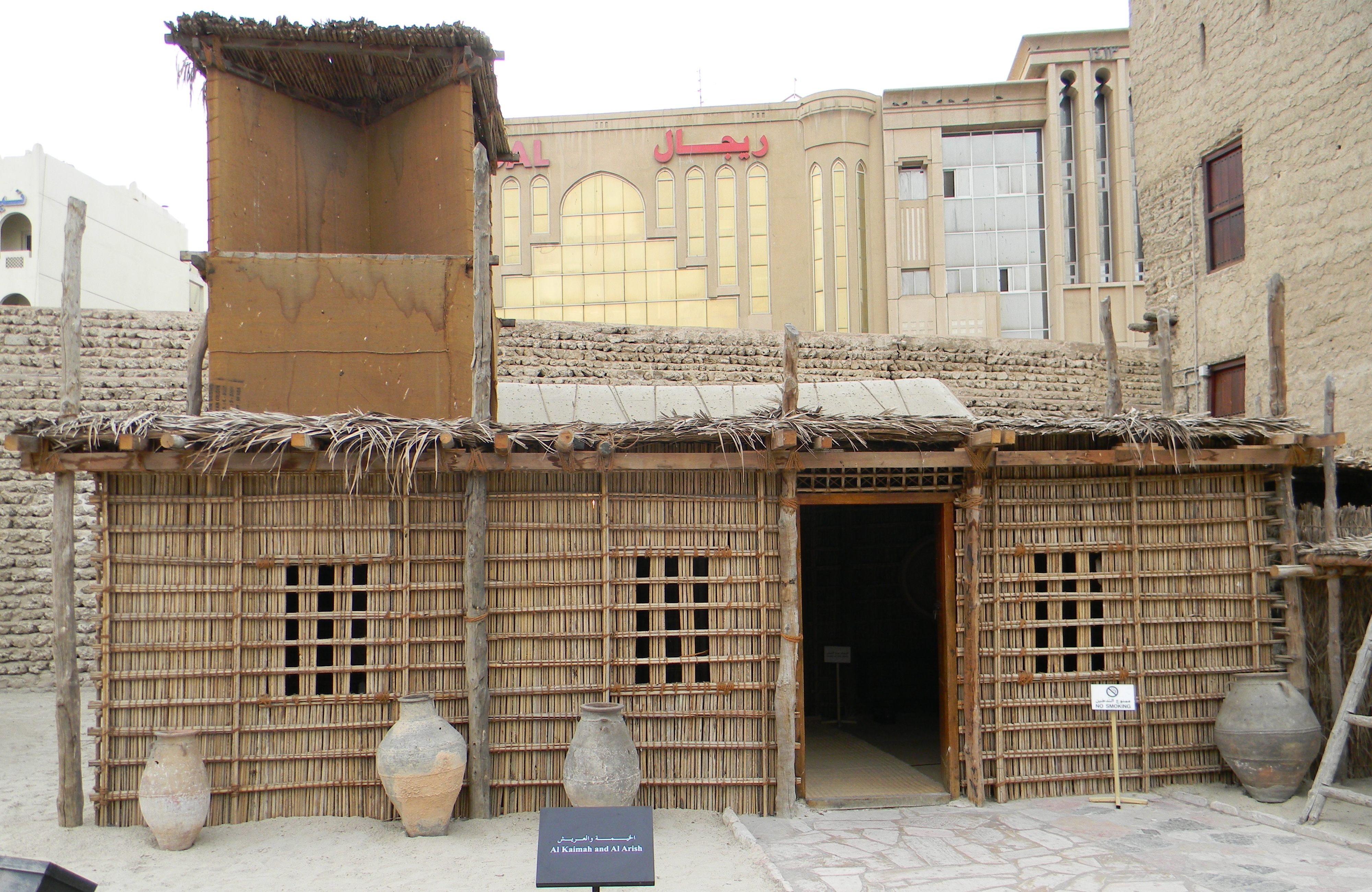
Arab hagyományos ház egy szélfogóval (toronnyal) .
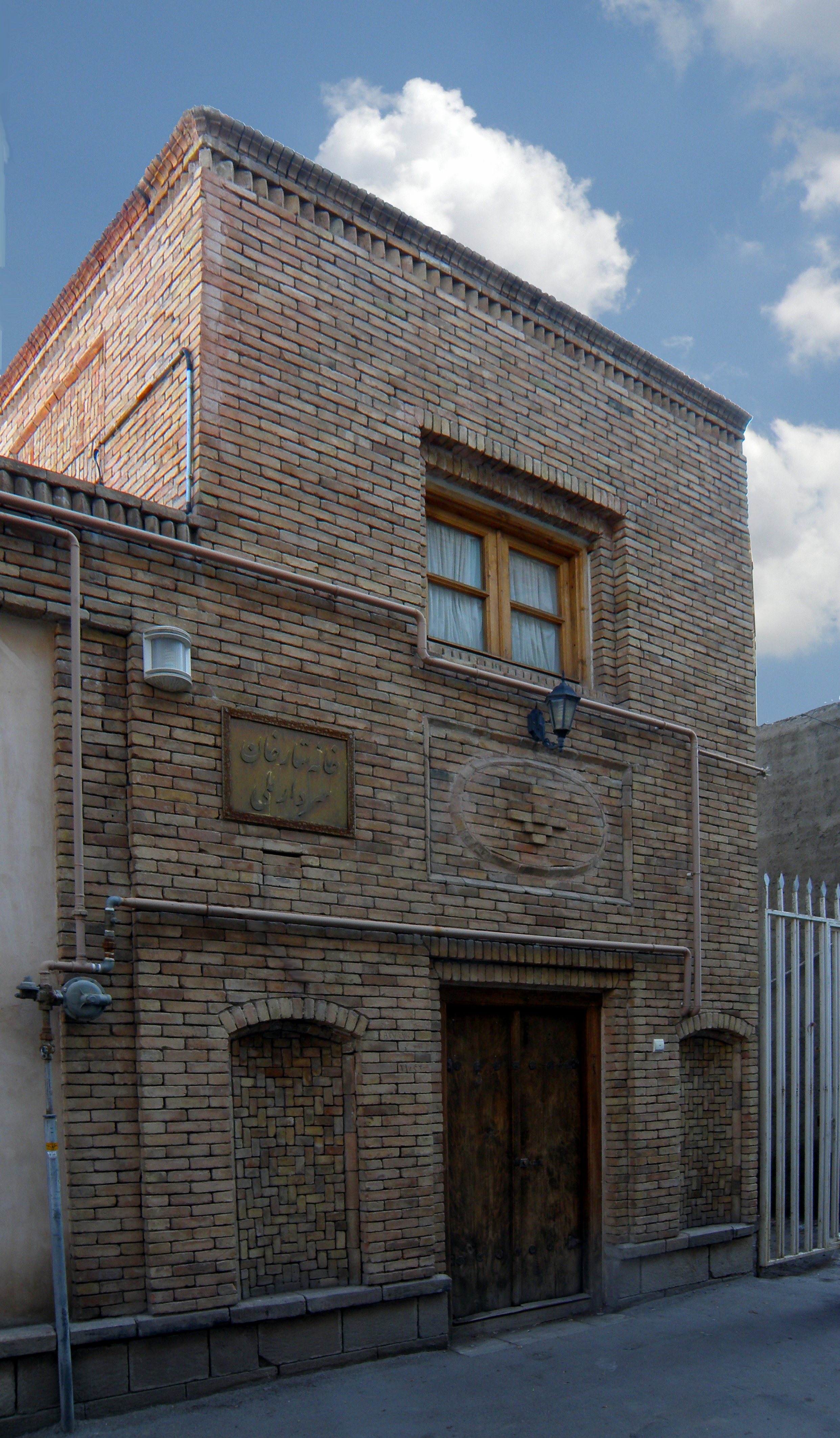
Hagyományos iráni téglaház, Tabriz .
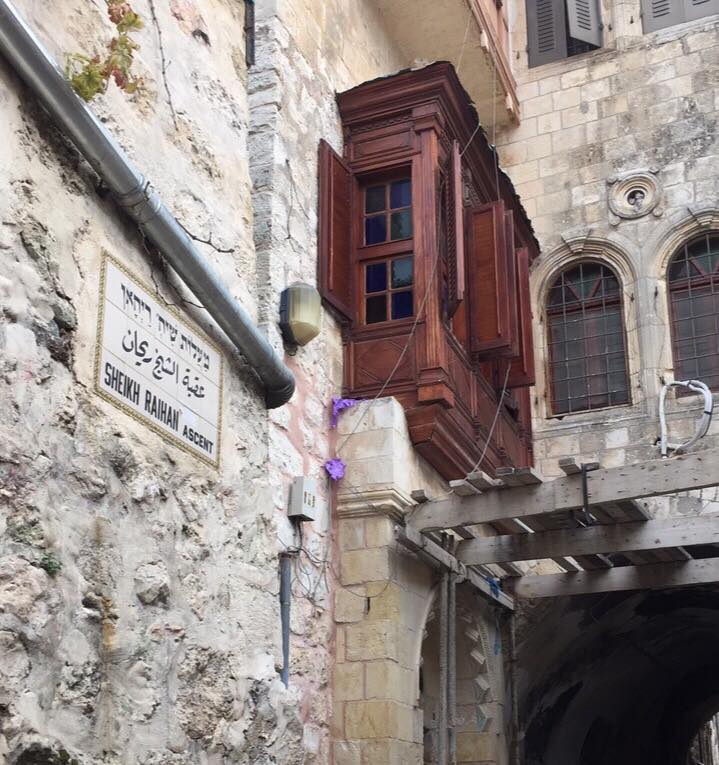
A mashrabiya a közel-keleti régió területén található felső osztályú otthonok jellegzetessége

### Távol-Kelet Ázsia

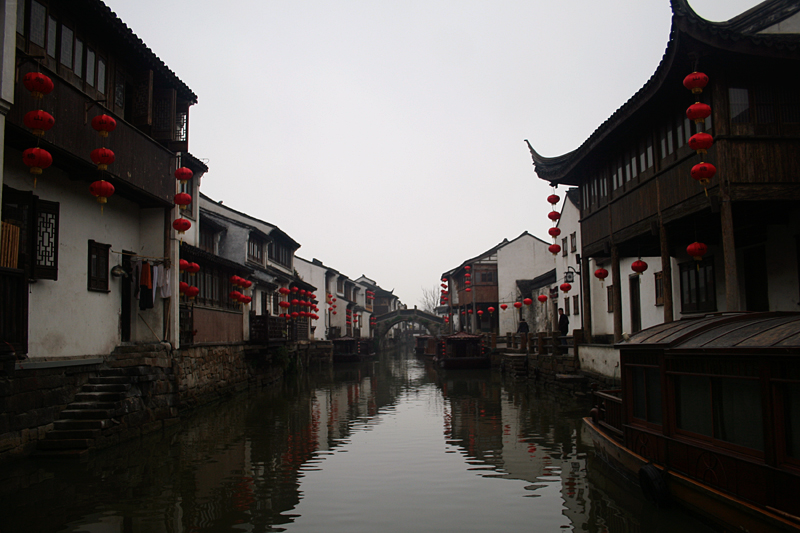
Szucsou történelmi városrésze
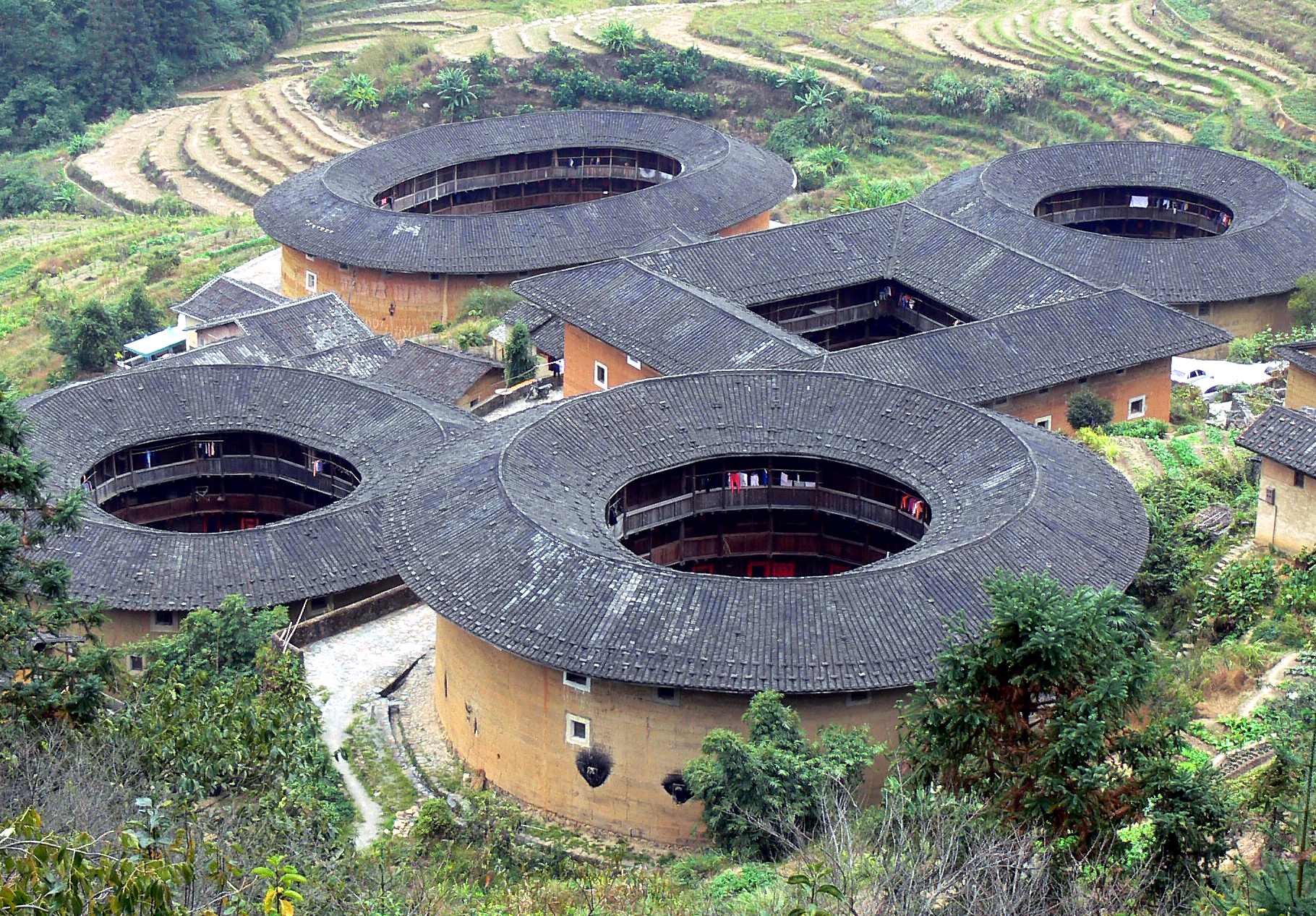
Fujian Tulou (kínai körházak)
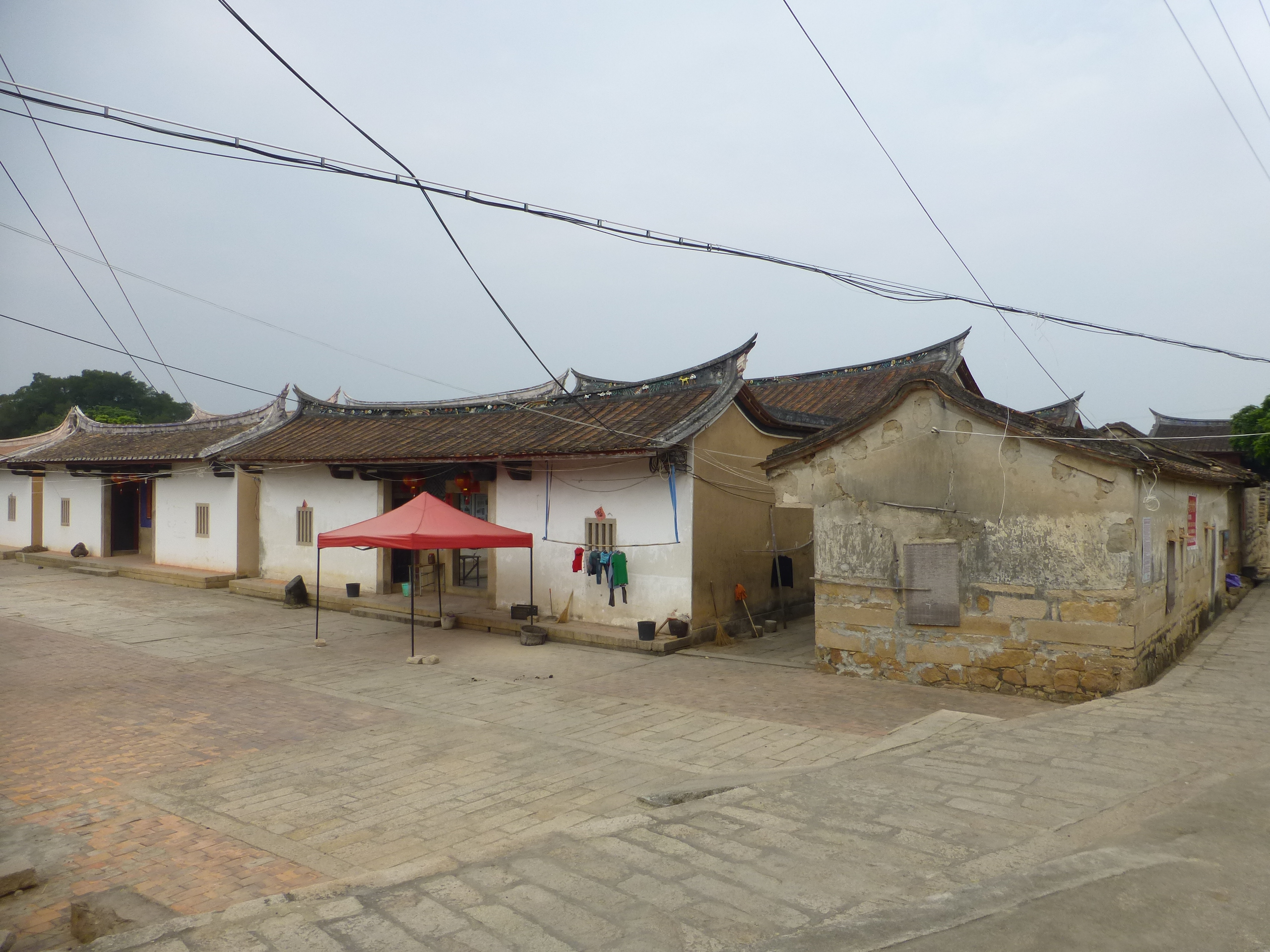
Hagyományos ház, Fucsien
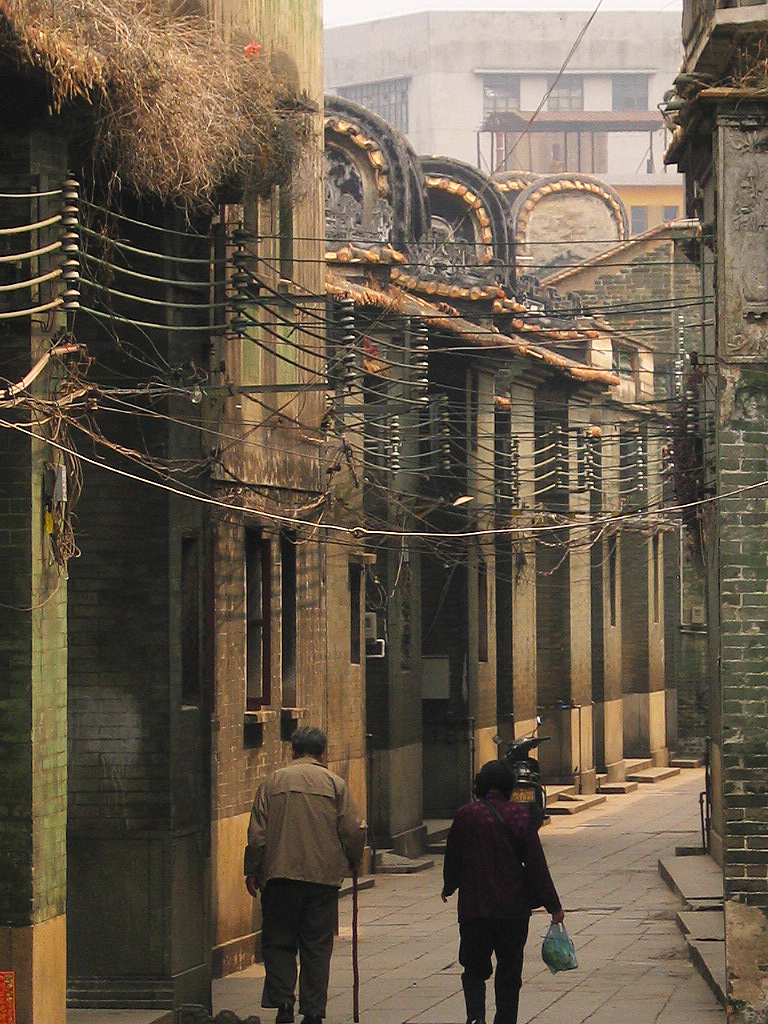
Utca Guangdongban
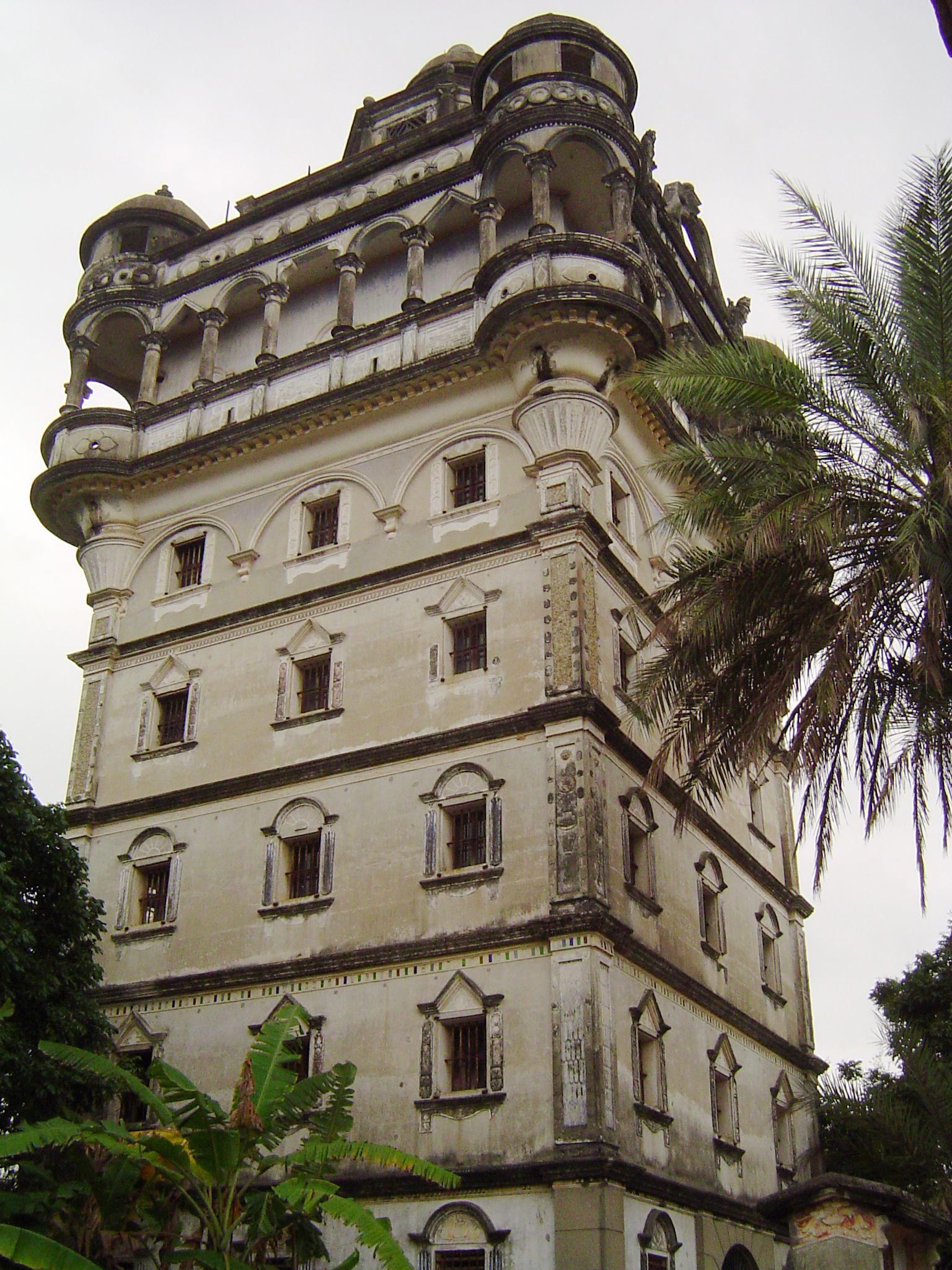
Kaiping Diaolou

### Délkelet-Ázsia

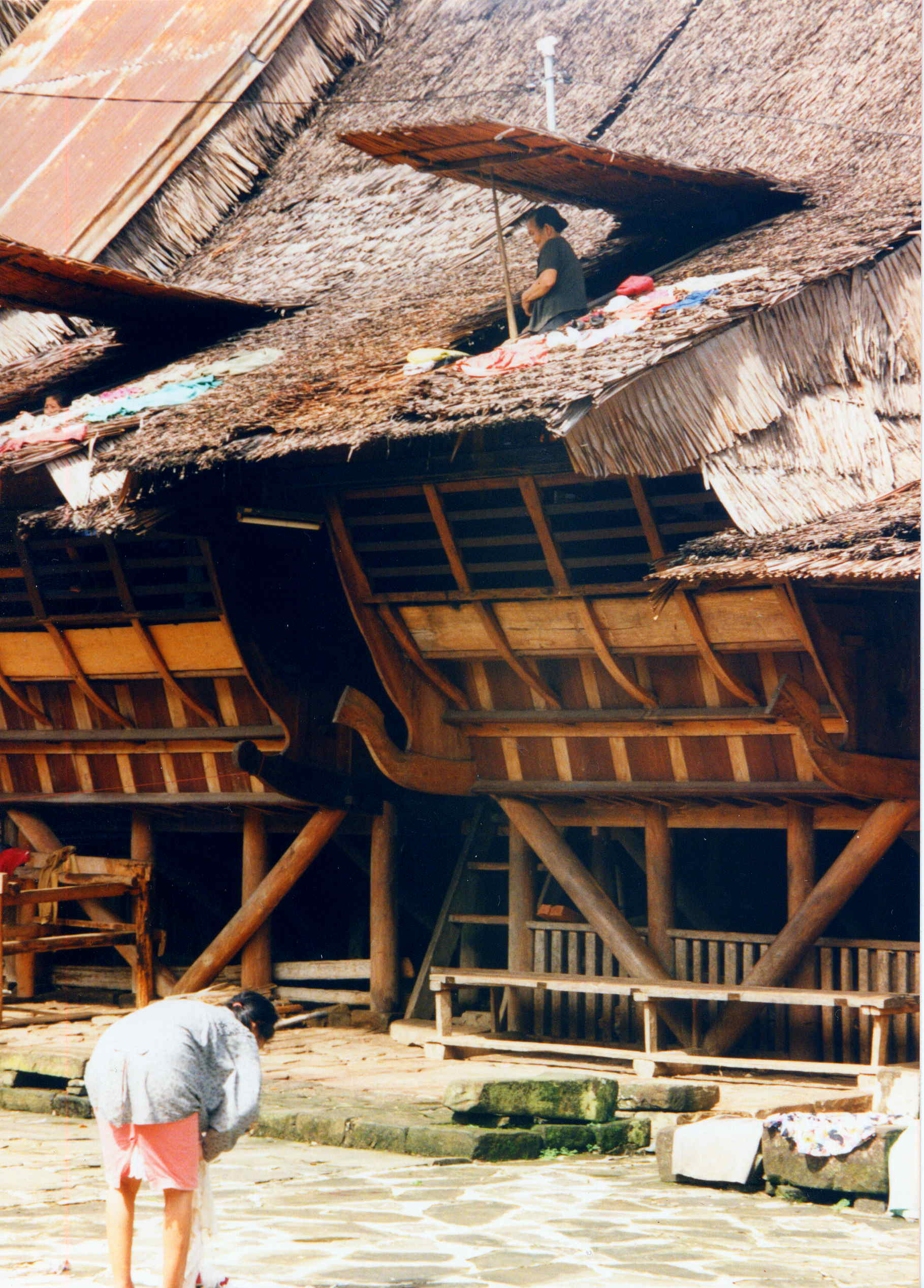
Egy hagyományos ház, Nias-szigete, Szumátra, Indonézia.
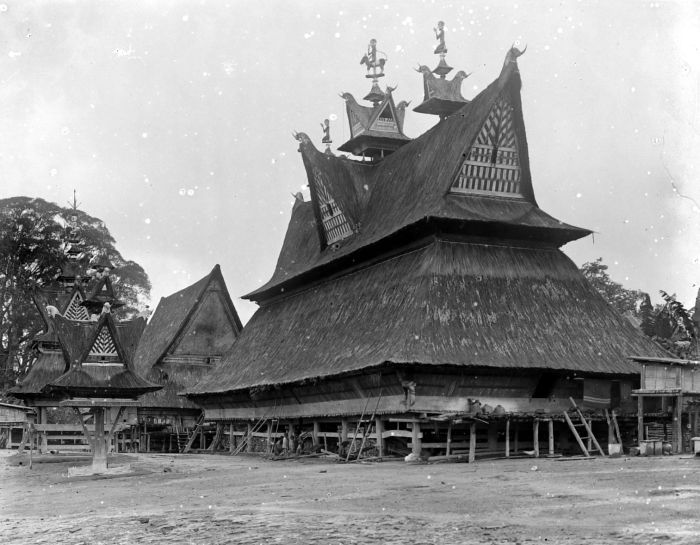
Észak-szumátrai karo törzs épülete
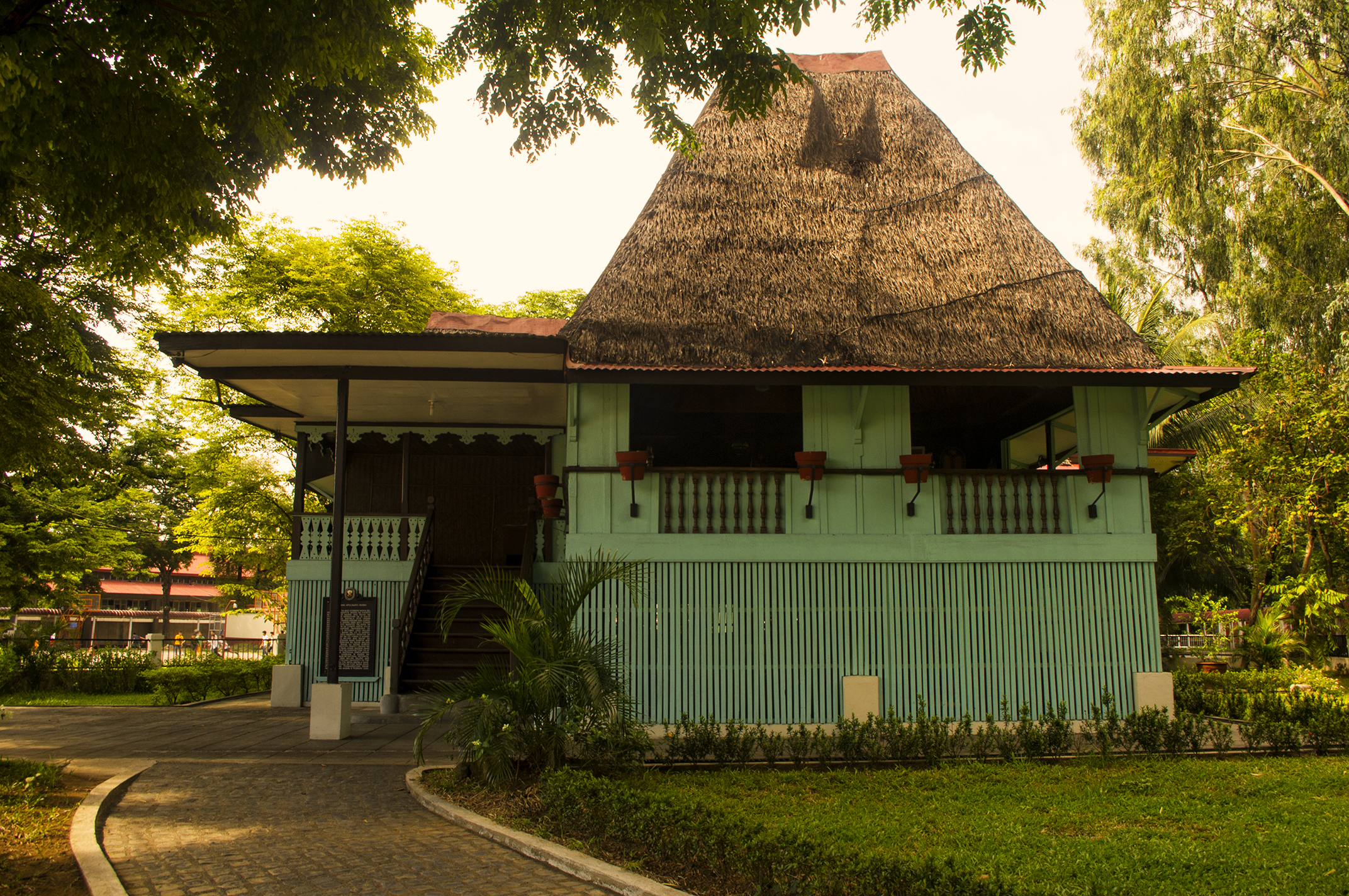
Nipa kunyhó, a Fülöp-szigetek hagyományos háza
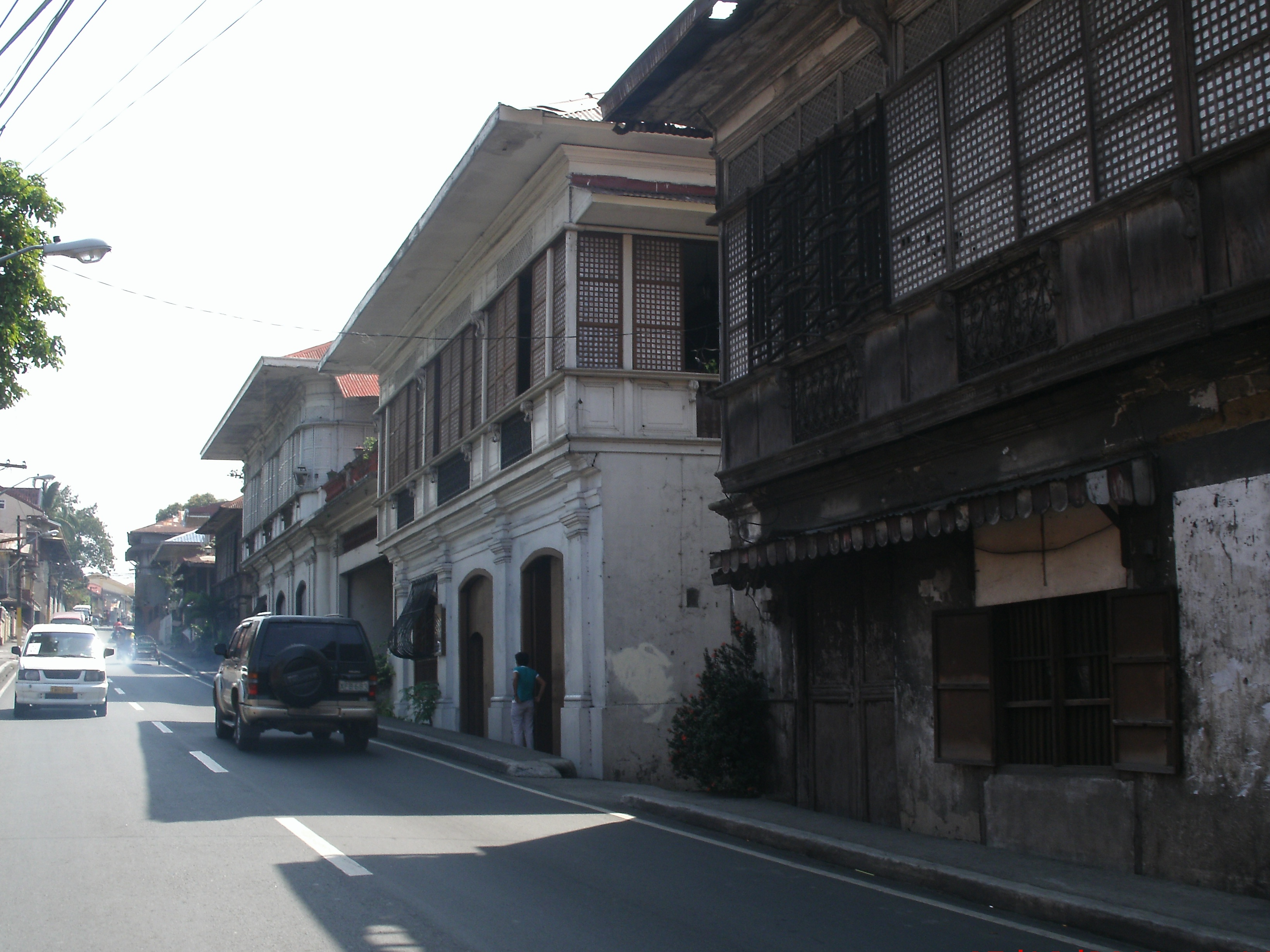
Bahay na bato házak a Fülöp-szigeteken

### Kelet-Európa

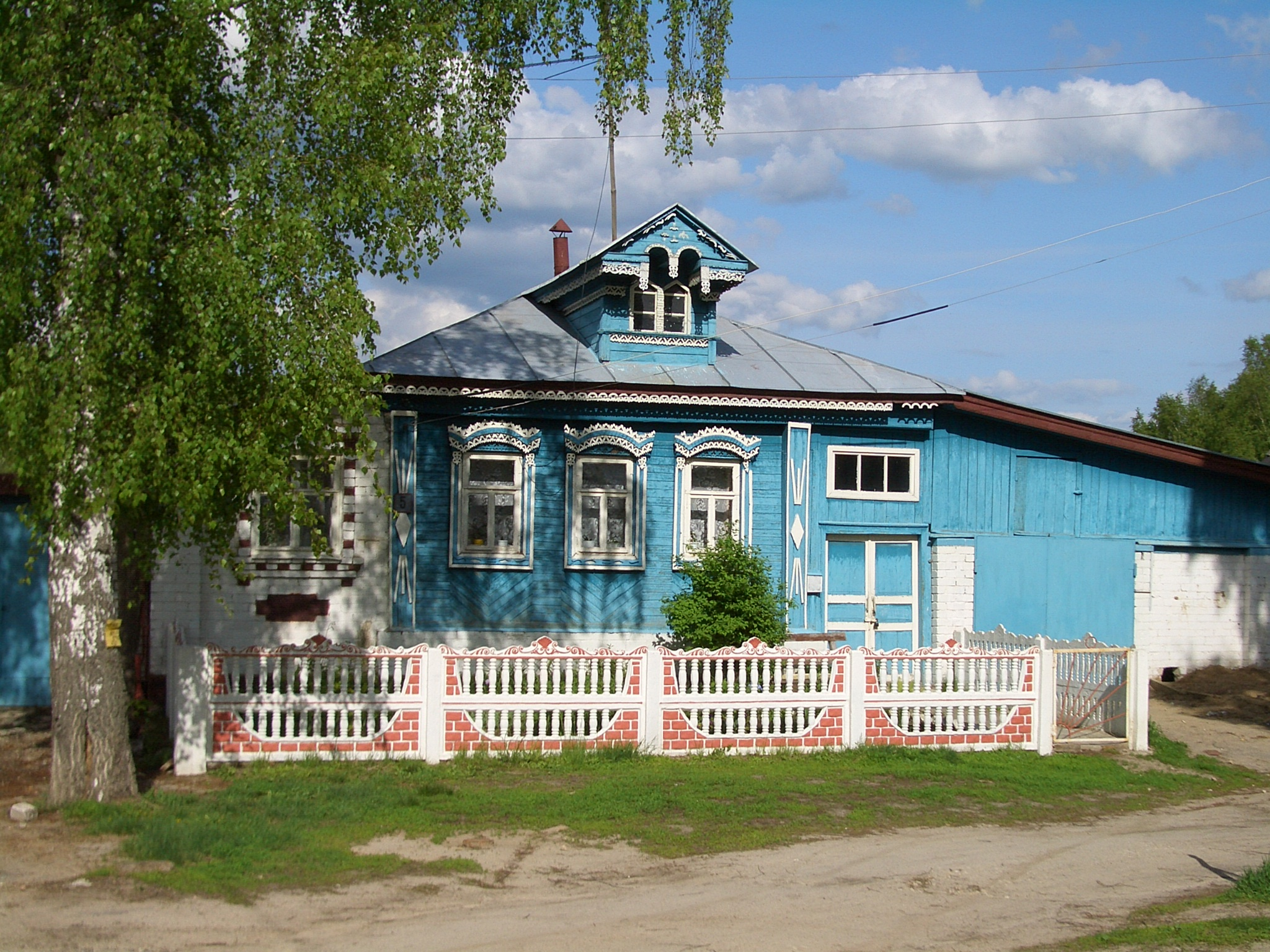
Orosz hagyományos falusi faház
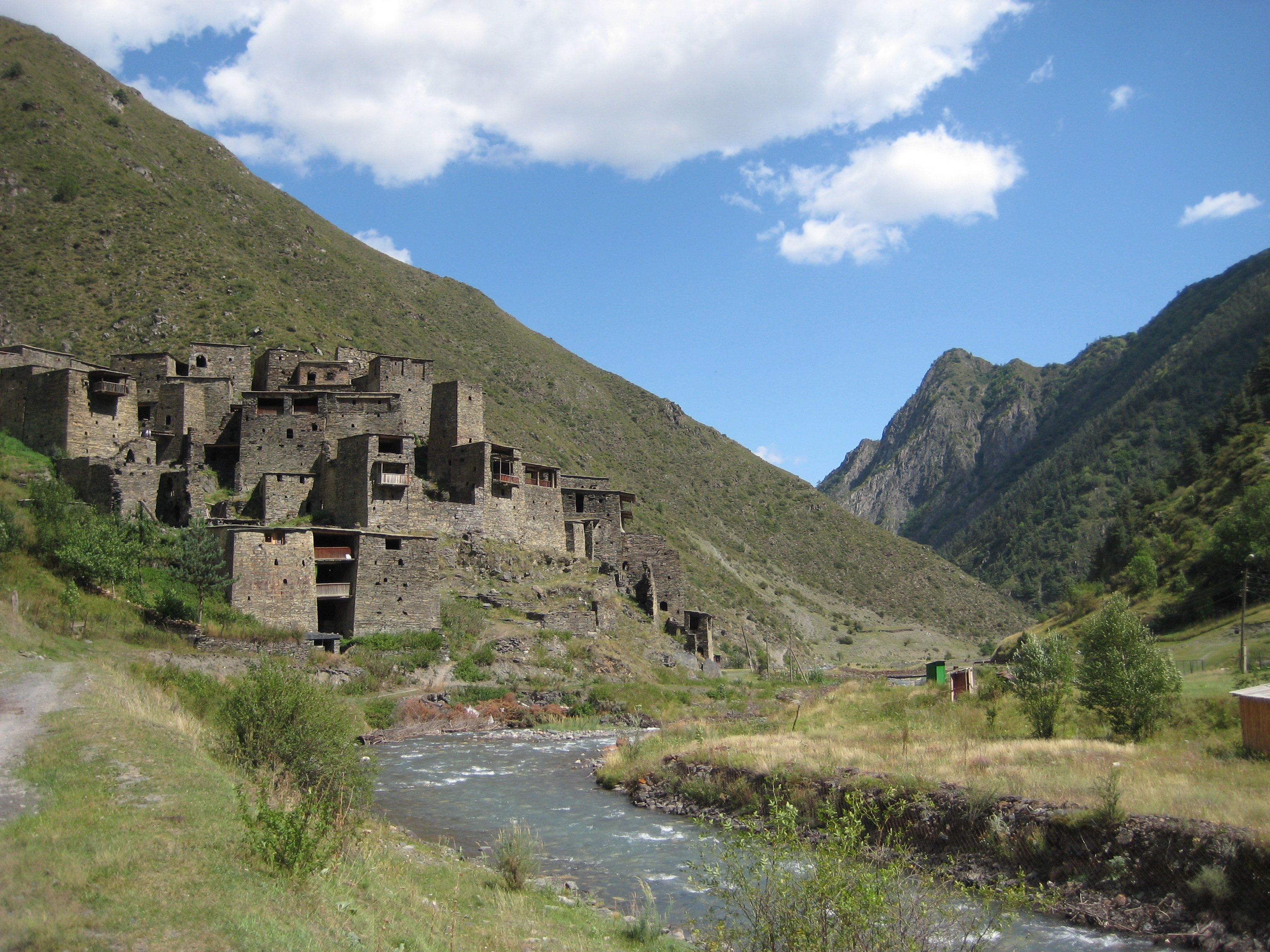
Erődítmény házak Grúziában
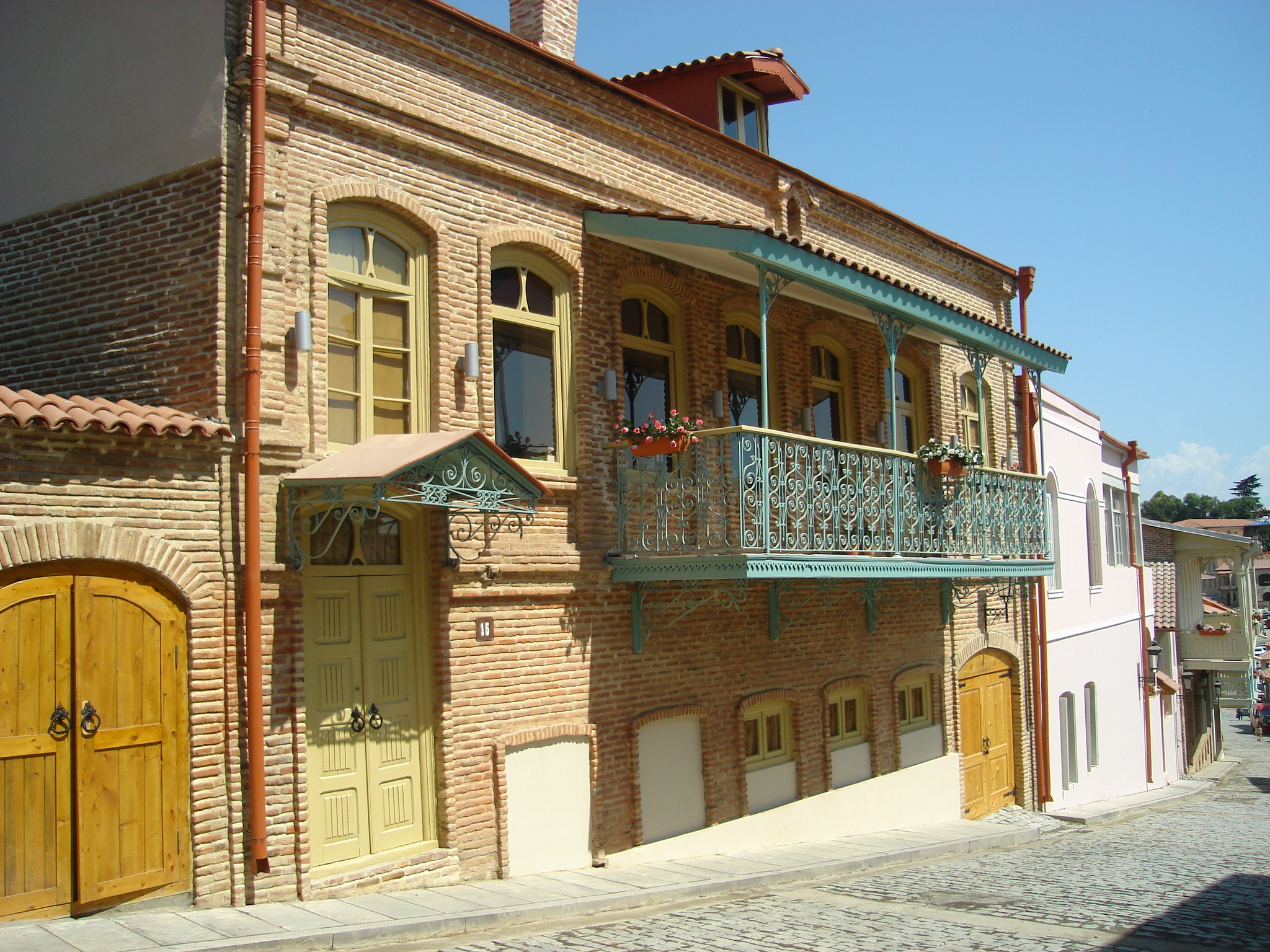
Hagyományos ház, Sighnaghi, Grúzia